# Bücherverbrennung 1933 in Deutschland

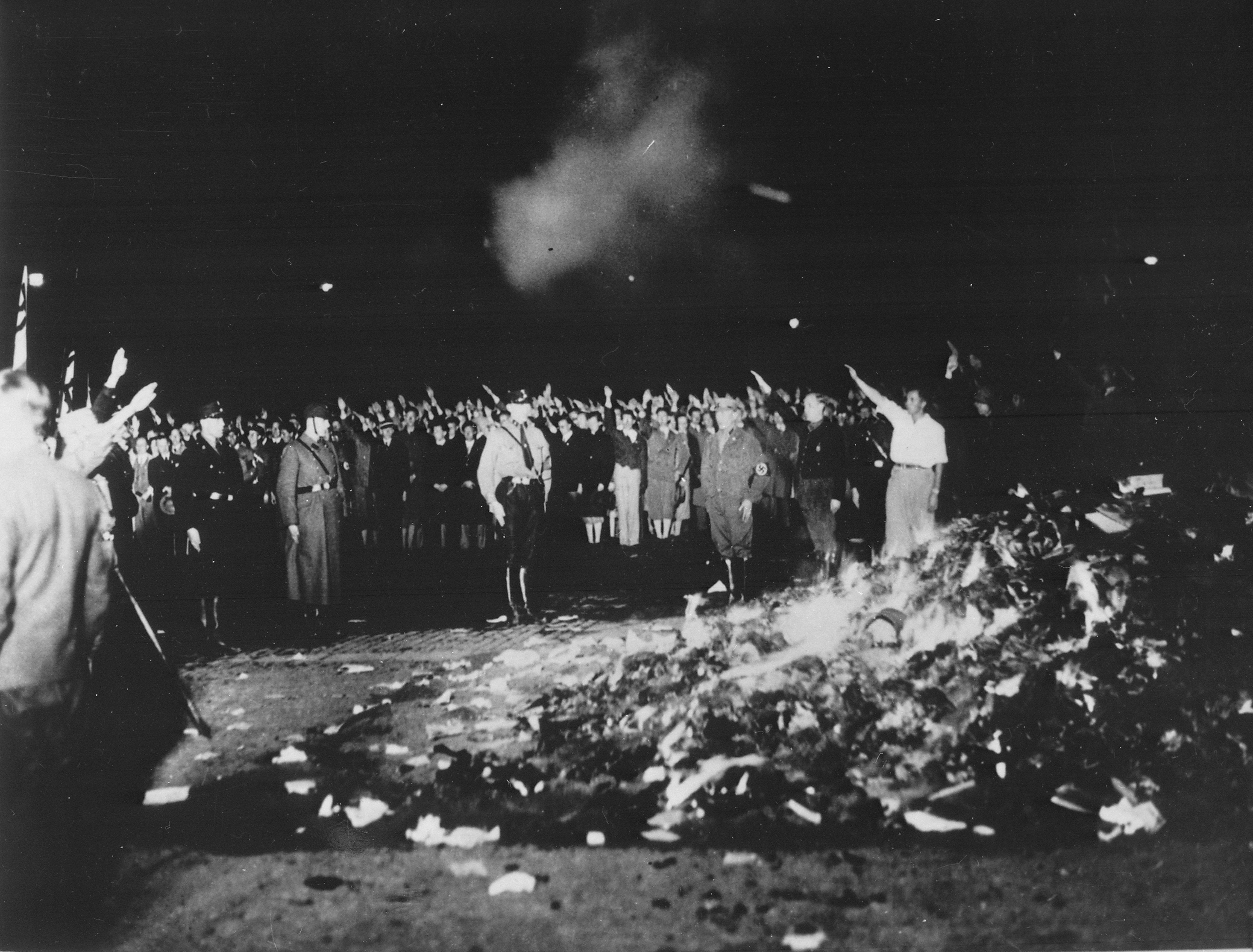
Bücherverbrennung auf dem Opernplatz in Berlin am 10. Mai 1933

Die Bücherverbrennung in Deutschland von März bis Oktober 1933 war eine von der NSDAP, der Hitlerjugend, Körperschaften der SA und der Deutschen Studentenschaft geplante und inszenierte Aktion, bei der Studenten, Professoren und Mitglieder nationalsozialistischer Parteiorgane die Werke der von ihnen verfemten Autoren (siehe Liste der verbrannten Bücher 1933) ins Feuer warfen. Ein Schlüsselereignis war die durch den Nationalsozialistischen Deutschen Studentenbund (NSDStB) am 10. Mai 1933 auf dem ehemaligen Berliner Opernplatz (seit 1947 Bebelplatz; benannt nach August Bebel) organisierte und gleichzeitig an 18 weiteren deutschen Universitätsstandorten ablaufende Aktion mit hoher Öffentlichkeitswirkung. Diese Bücherverbrennungen waren der Höhepunkt der „Aktion wider den undeutschen Geist“, mit der kurz nach der Machtergreifung der Nationalsozialisten, ab März 1933, die systematische Verfolgung jüdischer, marxistischer, pazifistischer und anderer oppositioneller oder politisch unliebsamer Schriftsteller begann sowie eine Wende in Richtung nationalsozialistischer Erziehung eingeleitet werden sollte.

## Die Aktion „Wider den undeutschen Geist“

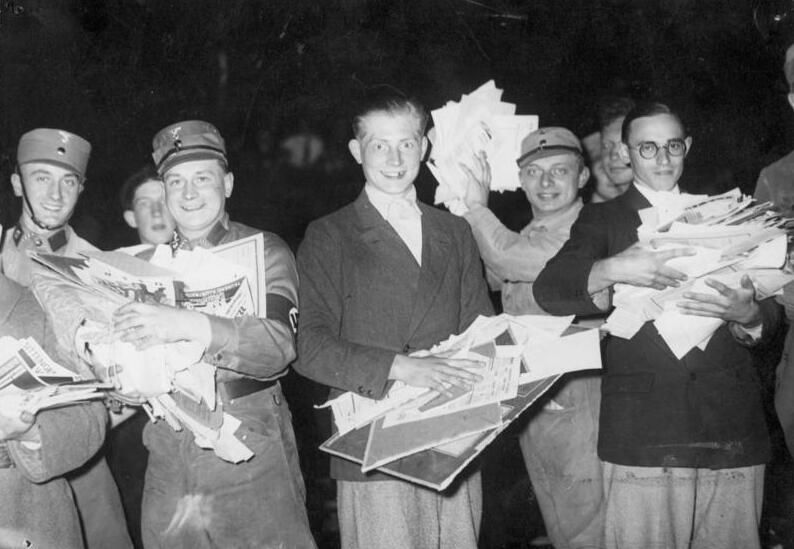
Bücherverbrennung auf dem Opernplatz

Aufruf der Studentenschaft der Universität Würzburg, die privaten Bibliotheken von „undeutschem Schrifttum“ zu reinigen. (Flugblatt vom April 1933)

Bereits während der Weimarer Republik war die Deutsche Studentenschaft (DSt) zunehmend nationalpolitisch geprägt, sie wurden gezielt ab 1929/1931 von nationalistischen, antisemitischen und republikfeindlichen Kräften unterlaufen und dann dominiert. Damit erreichten sie, dass an zahlreichen deutschen Universitäten ein deutlich reaktionärer, chauvinistischer und nationalistischer Geist vorherrschte. Seit dem Sommer 1931 wurde die DSt von einem Vertreter des Nationalsozialistischen Deutschen Studentenbundes (NSDStB) geführt, der bei den AStA-Wahlen 1931 44,4 Prozent der Stimmen erlangt hatte. Ähnliche Strukturen wurden auch an mehreren anderen Universitätsstädten durch regionale Vertreter herbeigeführt. Nach der Machtübernahme der Nationalsozialisten am 30. Januar 1933 konkurrierten zwar DSt und NSDStB um die Vorherrschaft, aber die Zielrichtungen ideologischer Einflussnahme auf die Studentenschaft ähnelte sich. Um die Schlagkraft der Organisation zu erhöhen, wurde drei Monate nach der Machtergreifung und kurz nach der Errichtung des Reichsministeriums für Volksaufklärung und Propaganda im März 1933 in der »Reichsleitung der Deutschen Studentenschaft« ein eigenes »Hauptamt für Presse und Propaganda der Deutschen Studentenschaft« mit Sitz in Berlin eingerichtet.
Anfang April 1933 forderte die Deutsche Studentenschaft ihre Organe auf, sich an einer vierwöchigen „Aktion wider den undeutschen Geist“ zu beteiligen, zu deren maßgeblichen Initiatoren Hans Karl Leistritz, der Leiter des Hauptamts, gehörte. Sie sollte am 12. April beginnen und am 10. Mai mit spektakulären öffentlichen Bücherverbrennungen enden. Die Aktion erfolgte unter Berufung auf die Bücherverbrennung beim Wartburgfest 1817 und war als „Gesamtaktion gegen den jüdischen Zersetzungsgeist“ in der Gesellschaft angelegt: „Der jüdische Geist, wie er sich in der Welthetze in seiner ganzen Hemmungslosigkeit offenbart, und wie er bereits im deutschen Schrifttum seinen Niederschlag gefunden hat, muss aus diesem ausgemerzt werden.“ Für die Hochschulpolitik bedeutete die „Aktion wider den undeutschen Geist“ den Anfang der Eroberung der Universitäten durch die zur „geistigen SA“ deklarierten Studentenschaften.
Als Erstes wurde der Befehl gegeben, an den Hochschulen „Kampfausschüsse wider den undeutschen Geist“ zu bilden, denen zwei Studenten, ein Professor, ein Vertreter des von Alfred Rosenberg geleiteten „Kampfbundes für Deutsche Kultur“ und ein Schriftsteller angehören sollten. Den Vorsitz hatten die Führer der jeweiligen Studentenschaft inne, welche gezielte Anleitungen erteilten, worauf an mehreren regionalen Standorten „Kampfausschüsse“ die Bücherverbrennungen sowie die Vertreibung der Personen jüdischer Herkunft aus dem Lehrkörper in Angriff nahmen. Die jeweilige Berichterstattung über Fortschritt und Ergebnis regionaler Maßnahmen gingen direkt an das Hauptamt mit Sitz in Berlin. An mehreren Universitätsstandorten war es sogar gelungen, Informanten des noch jungen Sicherheitsdienstes der NSDAP in den regionalen Kampfausschüssen zu platzieren.

### Vorbereitung
Wichtigstes Element des politischen Kampfes dieser Studentenorganisationen war die nationalsozialistische Propagandaarbeit. Am 2. April 1933, einen Tag nach dem Boykott jüdischer Geschäfte, wurde ein detaillierter Ablaufplan entworfen; am 6. April wurden die Einzelstudentenschaften in einem Rundschreiben über die bevorstehende Aktion in Kenntnis gesetzt:

„Die Deutsche Studentenschaft plant anläßlich der schamlosen Greuelhetze des Judentums im Ausland eine vierwöchige Gesamtaktion gegen den jüdischen Zersetzungsgeist und für volksbewußtes Denken und Fühlen im deutschen Schrifttum. Die Aktion beginnt am 12. April mit dem öffentlichen Anschlag von 12 Thesen, Wider den undeutschen Geist’ und endet am 10. Mai mit öffentlichen Kundgebungen an allen deutschen Hochschulorten. Die Aktion wird – in ständiger Steigerung bis zum 10. Mai – mit allen Mitteln der Propaganda durchgeführt werden, wie: Rundfunk, Presse, Säulenanschlag, Flugblätter und Sonderartikeldienst der DSt-Akademischen Korrespondenz.“

Die Führung der Deutschen Studentenschaft setzte mit dieser Initiative alles daran, zu beweisen, dass sie bereit und fähig war, die Studenten für den Nationalsozialismus zu mobilisieren. Sie stand dabei in Konkurrenz zum Nationalsozialistischen Deutschen Studentenbund, der nach der Reichstagswahl im März 1933 das ausschließliche Recht zur politischen Erziehung der Studenten beansprucht hatte. Im Zuge der Vorbereitungen kam es daher zu einer Auseinandersetzung zwischen beiden Organisationen und ihren Führern Gerhard Krüger (DSt) und Oskar Stäbel (NSDStB). Noch am Tag vor Beginn der Aktion, am 11. April, befahl Stäbel in einer Eil-Anordnung, die Aktion der DSt nicht nur zu unterstützen, sondern „die Führung dabei zu übernehmen“.

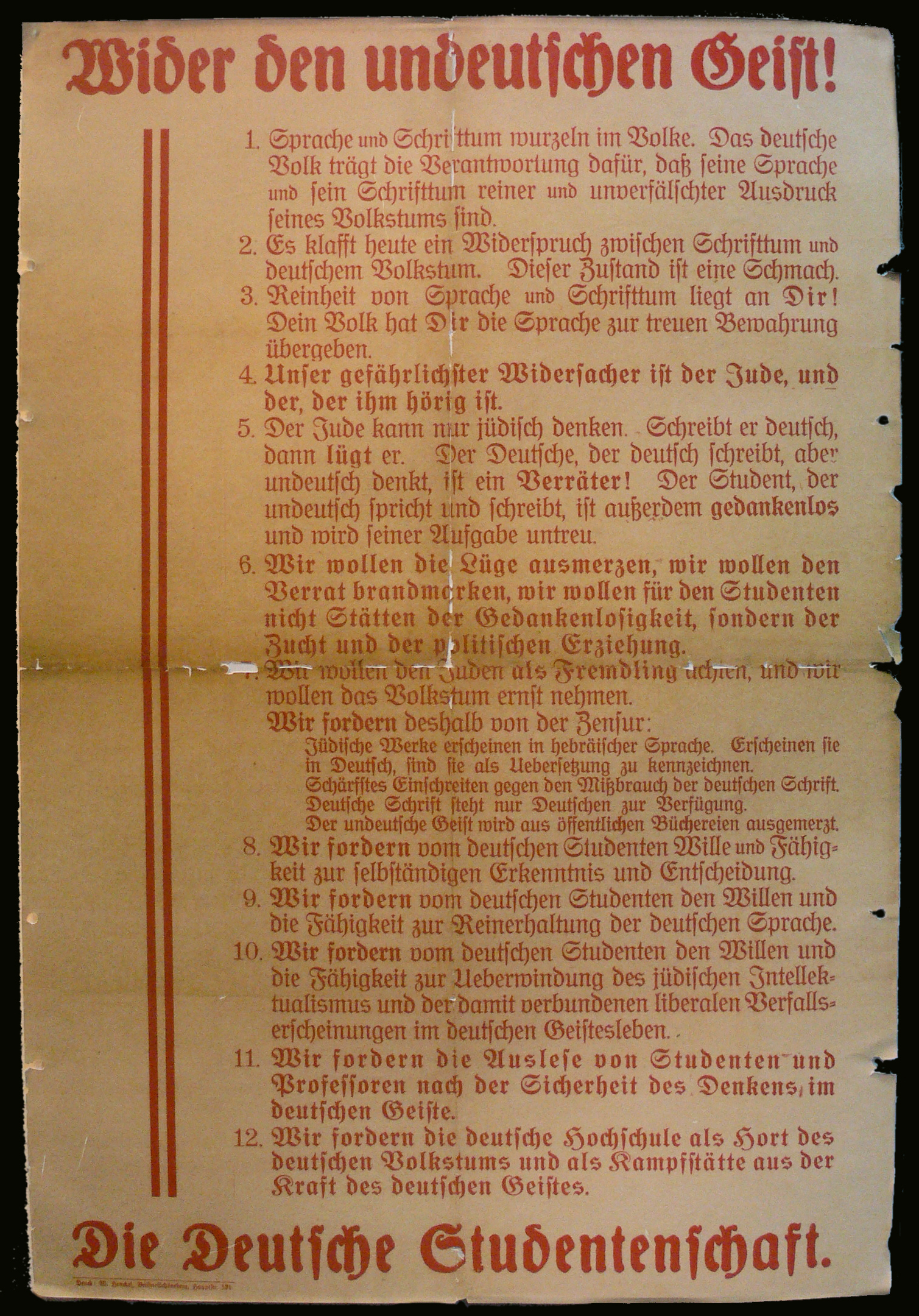
Die zwölf Thesen wider den undeutschen Geist (Flugblatt vom 12. April 1933)

#### „12 Thesen wider den undeutschen Geist“
Den Auftakt bildete am 12. April 1933 die Veröffentlichung der 12 Thesen wider den undeutschen Geist. Statt fundierter Thesen enthält sie nur die Positionen und Ziele der „Aktion“ und prangert jüdische, sozialdemokratische, kommunistische und liberale Ideen sowie ihre Vertreter an. Die „Thesen“ wurden in roter Frakturschrift in deutschen Universitäten plakatiert und von vielen Zeitungen abgedruckt:

„
1. Sprache und Schrifttum wurzeln im Volke. Das deutsche Volk trägt die Verantwortung dafür, daß seine Sprache und sein Schrifttum reiner und unverfälschter Ausdruck seines Volkstums sind.
2. Es klafft heute ein Widerspruch zwischen Schrifttum und deutschem Volkstum. Dieser Zustand ist eine Schmach.
3. Reinheit von Sprache und Schrifttum liegt an Dir! Dein Volk hat Dir die Sprache zur treuen Bewahrung übergeben.
4. Unser gefährlichster Widersacher ist der Jude und der, der ihm hörig ist.
5. Der Jude kann nur jüdisch denken. Schreibt er deutsch, dann lügt er. Der Deutsche, der deutsch schreibt, aber undeutsch denkt, ist ein Verräter. Der Student, der undeutsch spricht und schreibt, ist außerdem gedankenlos und wird seiner Aufgabe untreu.
6. Wir wollen die Lüge ausmerzen, wir wollen den Verrat brandmarken, wir wollen für den Studenten nicht Stätten der Gedankenlosigkeit, sondern der Zucht und der politischen Erziehung.
7. Wir wollen den Juden als Fremdling achten und wir wollen das Volkstum ernst nehmen. Wir fordern deshalb von der Zensur: Jüdische Werke erscheinen in hebräischer Sprache. Erscheinen sie in deutsch, sind sie als Übersetzung zu kennzeichnen. Schärfstes Einschreiten gegen den Mißbrauch der deutschen Schrift. Deutsche Schrift steht nur Deutschen zur Verfügung. Der undeutsche Geist wird aus öffentlichen Büchereien ausgemerzt.
8. Wir fordern vom deutschen Studenten Wille und Fähigkeit zur selbständigen Erkenntnis und Entscheidung.
9. Wir fordern vom deutschen Studenten den Willen und die Fähigkeit zur Reinerhaltung der deutschen Sprache.
10. Wir fordern vom deutschen Studenten den Willen und die Fähigkeit zur Überwindung des jüdischen Intellektualismus und der damit verbundenen liberalen Verfallserscheinungen im deutschen Geistesleben.
11. Wir fordern die Auslese von Studenten und Professoren nach der Sicherheit des Denkens im deutschen Geiste.
12. Wir fordern die deutsche Hochschule als Hort des deutschen Volkstums und als Kampfstätte aus der Kraft des deutschen Geistes.“

Die örtlichen „Kampfausschüsse“ waren als Speerspitze der Studentenschaft gegen den „jüdischen Intellektualismus“ gedacht. Leiter des reichsweiten „Kampfausschusses wider den undeutschen Geist“ war Paul Karl Schmidt, der in der Nachkriegszeit unter dem Pseudonym Paul Carell bekannt wurde. Er zeichnete für das Plakat und war für die 12 Thesen verantwortlich. Damit empfahl er sich für seine spätere antijüdische Kriegspropaganda als Pressechef im Auswärtigen Amt. Nach 1945 wurde er Journalist und erfolgreicher Sachbuchautor.

#### Artikeldienst
Parallel zur Plakataktion wurde ein „Artikeldienst“ mit unterstützenden Stellungnahmen national eingestellter Kulturschaffender und Intellektueller organisiert, durch den die Öffentlichkeit auf die Aktion eingestimmt werden sollte. 66 Schriftsteller, deren „Einstellung zum deutschen Schrifttum“ der Studentenschaft bekannt war, wurden gebeten, einen Aufsatz zur Verfügung zu stellen, der über den Artikeldienst der DSt in der Presse verbreitet werden sollte, darunter Werner Bergengruen, Richard Billinger, Paul Ernst, Max Halbe, Karl Jaspers und Julius Streicher. Der Erfolg dieser Aktion war sehr dürftig. Der größte Teil der Angeschriebenen reagierte überhaupt nicht, nicht einmal Alfred Rosenberg, der in einem eigenen Schreiben um ein Einleitungswort zu der Aktion gebeten worden war. Etliche Schriftsteller wiesen auf die zu kurze Vorlaufzeit hin und boten bereits Veröffentlichtes zum Nachdruck an, wie der in München lebende Erwin Guido Kolbenheyer. Veröffentlicht konnten letztlich aber nur vier Beiträge werden, nämlich von Herbert Böhme, Will Vesper, Alfred Baeumler und Kurt Herwarth Ball (siehe unten „Zeitungsberichte“).

#### Professorenboykott
Am 19. April erfolgte ein Aufruf der DSt-Führung, als weitere Aktion den Kampf „gegen den für unsere deutsche Hochschule untauglichen Hochschullehrer“ aufzunehmen. Die Losung lautete: „Der Staat ist erobert. Die Hochschule noch nicht! Die geistige SA rückt ein. Die Fahne hoch!“ Die Studenten wurden aufgerufen, Hochschullehrer, die nach dem Gesetz zur Wiederherstellung des Berufsbeamtentums vom 7. April 1933 aus ihren Ämtern auszuscheiden hatten, mit eidesstattlichen Erklärungen und belastenden Quellen wie Zitaten aus Vorlesungen oder Literaturverweisen zu melden. Dazu gehörten neben Juden, Angehörigen kommunistischer Organisationen oder des Reichsbanners nach der Interpretation der DSt-Führung auch Personen, die „nationale Führer, die Bewegung der nationalen Erhebung oder das Frontsoldatentum beschimpft haben“, sowie Professoren, deren „wissenschaftliche Methode ihrer liberalen bzw. insbesondere ihrer pazifistischen Einstellung“ entsprach. Auch Hochschullehrer mit „politisch einwandfreier Haltung“ sollten der DSt-Führung gemeldet werden, sofern sie „eine mehr als nur mittelmäßige Begabung“ aufwiesen. Fast alle Universitäten beteiligten sich an dieser Aktion und Lehrkörper, Dekane und Rektoren unterstützten sie. Es kam zu organisierten Übergriffen gegen jüdische Dozenten, Mitarbeiter der Verwaltung und Mitstudenten, Vorlesungen wurden gestört und boykottiert, jüdische Professoren am Betreten ihrer Arbeitsstätte gehindert.
Die öffentliche Hetzjagd ging so weit, dass an den Universitäten Königsberg, Rostock, Erlangen, Münster und Dresden zwei Meter hohe „Schandpfähle“ errichtet wurden, an denen die Namen angefeindeter Professoren und einzelne literarische Schriften angeschlagen wurden:

„Wir werden an allen Hochschulen einen Schandpfahl errichten. Einen klobigen Baumstamm, etwas über mannshoch, auf Hochschulgebiet. An den Schandpfahl werden wir die Erzeugnisse derer nageln, die nicht unseres Geistes sind. Und wir werden diesen Schandpfahl für alle Zeiten stehen lassen. Solange wir ihn brauchen. Heute für die Schriftsteller, morgen für die Professoren. Im Ganzen immer bereit für die, die es nicht begreifen wollen oder nie begreifen können. Der Schandpfahl soll etwa am 3. Mai in den Hochschulen zur Aufstellung gelangen.“

Die Studentenschaft der Universität Rostock berichtete, dass am 5. Mai eine große Feier „mit Errichtung des Schandpfahls“ stattgefunden habe, an den „8 der übelsten literarischen Werke mit haltbaren Vierzöllern geschlagen wurden: Magnus Hirschfeld, Tucholsky, Stephan [sic!] Zweig, Lion Feuchtwanger, Wikki [sic!] Baum, Remarque, Emil Ludwig und ,die Weltbühne‘“.

#### Büchersammlung

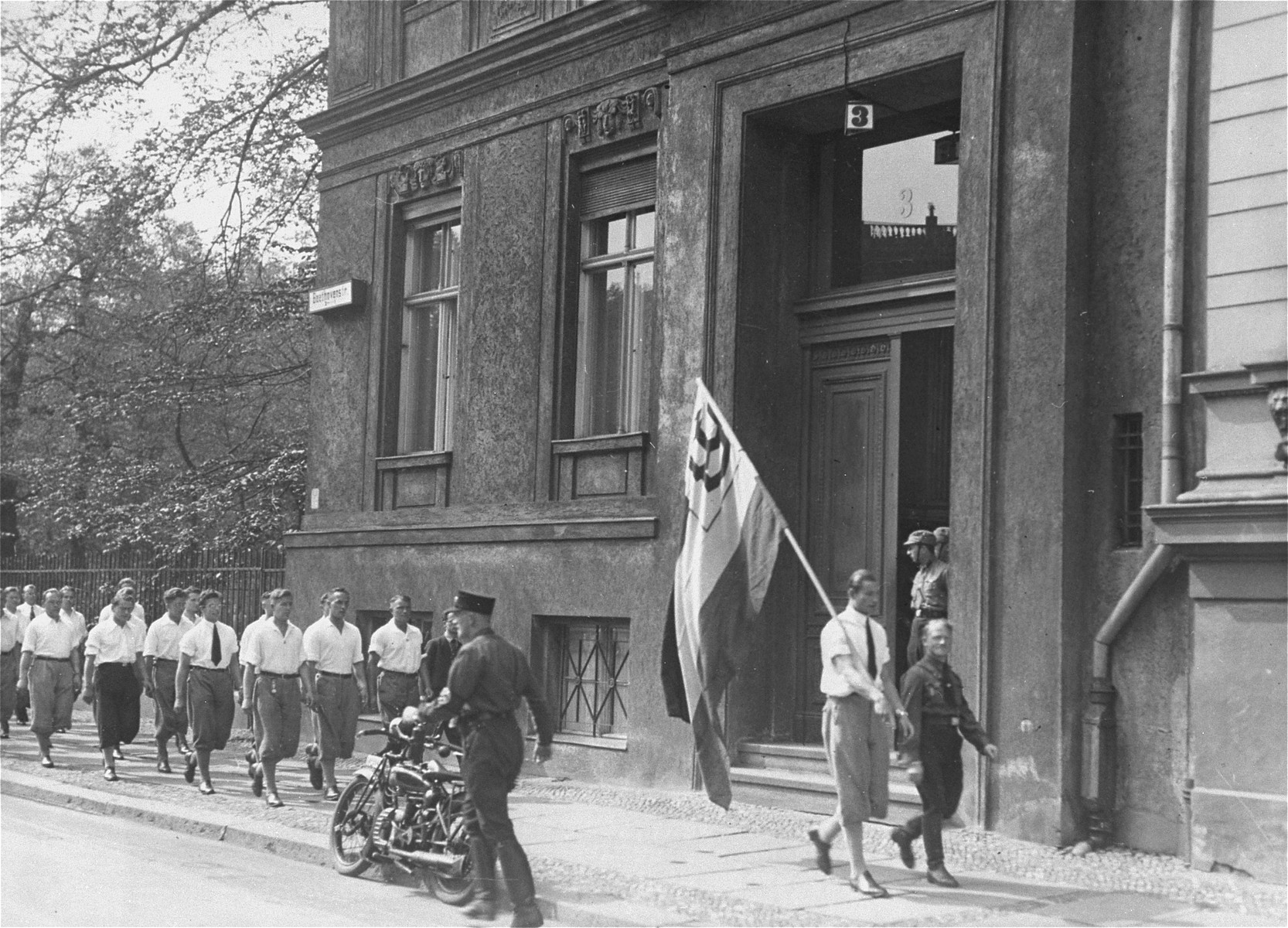
Studenten der Deutschen Hochschule für Leibesübungen vor dem Institut für Sexualwissenschaft in Berlin vor der Plünderung am 6. Mai 1933

Die zweite Phase des „Aufklärungsfeldzuges“ begann am 26. April 1933 mit der Sammlung des „zersetzenden Schrifttums“. Jeder Student hatte zuerst einmal seine eigene Bücherei und auch die seiner Bekannten von „schädlichen“ Büchern zu säubern, danach wurden die Universitäts- und Institutsbibliotheken durchforstet. Auch öffentliche Bibliotheken und Buchhandlungen wurden nach „verbrennungswürdiger“ Literatur durchsucht. Die Stadt- und Volksbüchereien waren dazu angehalten, ihre Bestände selbst zu „säubern“ und die Bücher freiwillig zu übergeben. Unterstützung erhielten die Studenten von ihren Professoren und Rektoren, die an den Verbrennungsfeiern teilnahmen und auch in den Kampfausschüssen zur Aussonderung des zum Verbrennen bestimmten Materials mitarbeiteten. Grundlage für die Auswahl der Bücher bildeten die „Schwarzen Listen“ des 29-jährigen Bibliothekars Wolfgang Herrmann (siehe: Liste der verbrannten Bücher 1933).
Auch Buchhandel und Bibliotheken unterstützten tatkräftig die studentische Aktion. Das Fachorgan des Verbandes Deutscher Volksbibliothekare und das Börsenblatt des deutschen Buchhandels verbreiteten die Verbotslisten und kommentierten sie, die Bibliothekare wiesen in ihren Erläuterungen etwa darauf hin, dass die zu vernichtende Literatur vorwiegend jüdischer Provenienz sei. Die durch die Beschlagnahmen materiell Geschädigten wehrten sich nicht, die Leihbüchereien wurden sogar aufgefordert, eine Erklärung zu unterschreiben:

„Hiermit versichere ich, dass ich die in der mir zugeschickten ‚Schwarzen Liste‘ veröffentlichten Bücher aus meiner Leihbücherei entfernen und nicht mehr ausleihen werde. Mir ist bekannt, dass ein weiteres Ausleihen dieser Bücher gerichtliche Strafen nach sich zieht.“

Am 6. Mai begann mit einer landesweiten Plünderung von Leihbibliotheken und Buchhandlungen die Schlussphase der „Aktion wider den undeutschen Geist“. Die indizierten Bücher wurden von studentischen Stoßtrupps zusammengetragen und abtransportiert. In Berlin erstürmten Studenten der Deutschen Hochschule für Leibesübungen und der Tierärztlichen Hochschule das Institut für Sexualwissenschaft von Magnus Hirschfeld im Stadtteil Tiergarten („In den Zelten“) und plünderten die über zehntausend Bände umfassende Bibliothek. Hirschfeld selbst sah die Zerstörung seines Lebenswerks in einem Pariser Kino in einer Wochenschau.

#### Feuersprüche

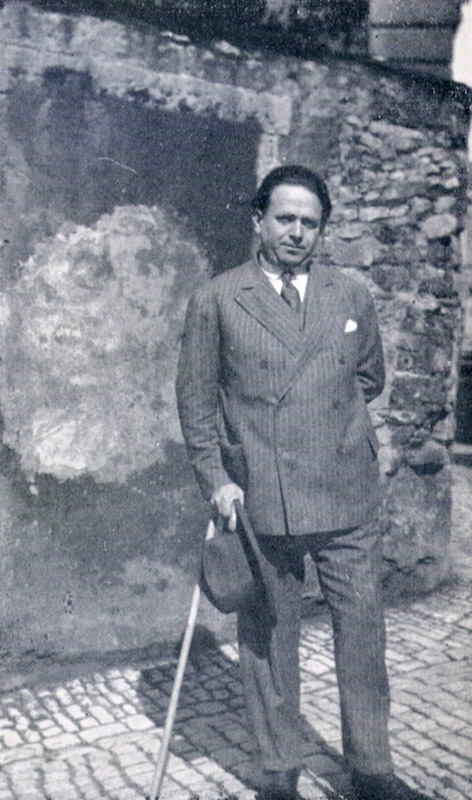
Tucholsky in Paris, 1928

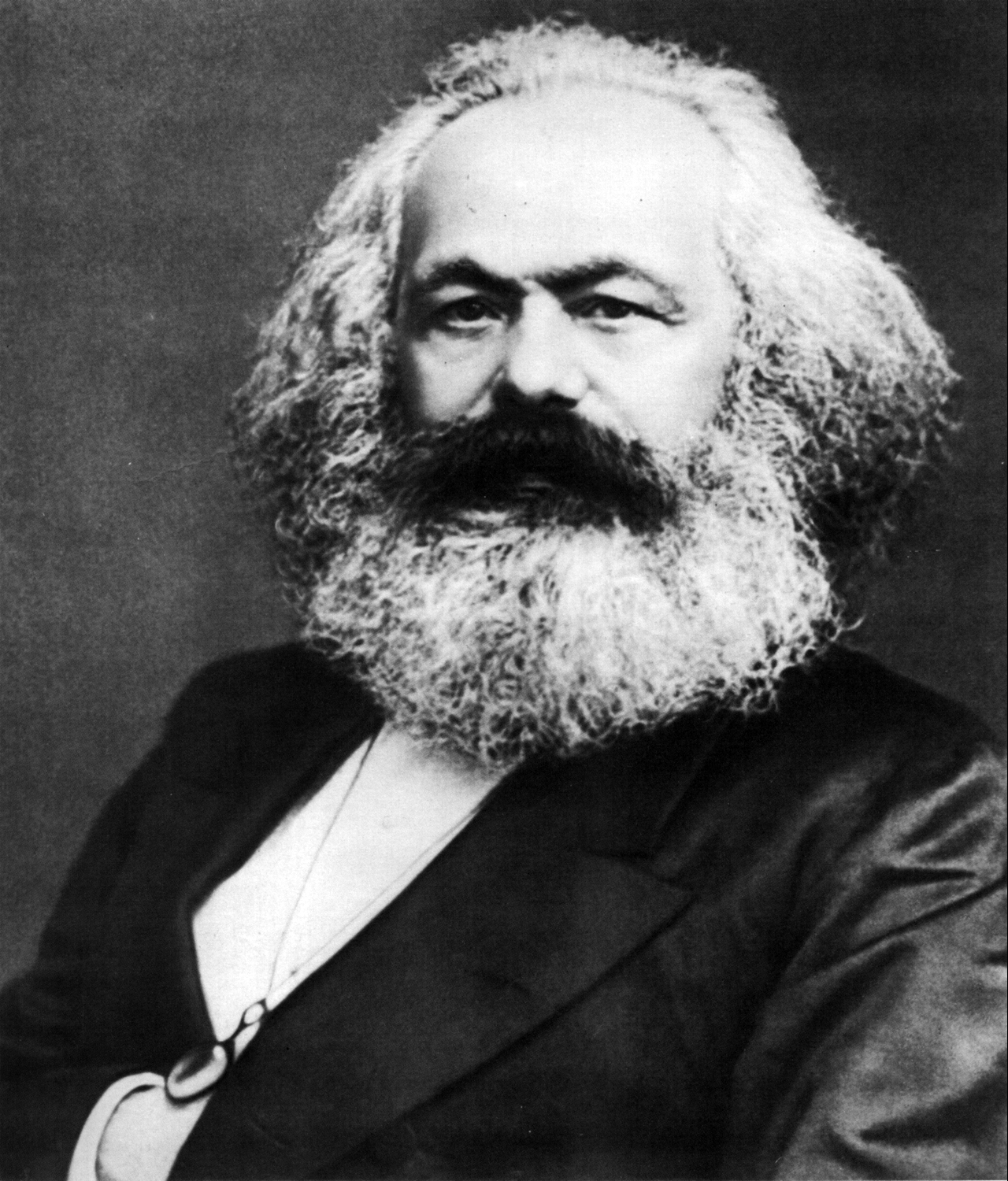
Karl Marx

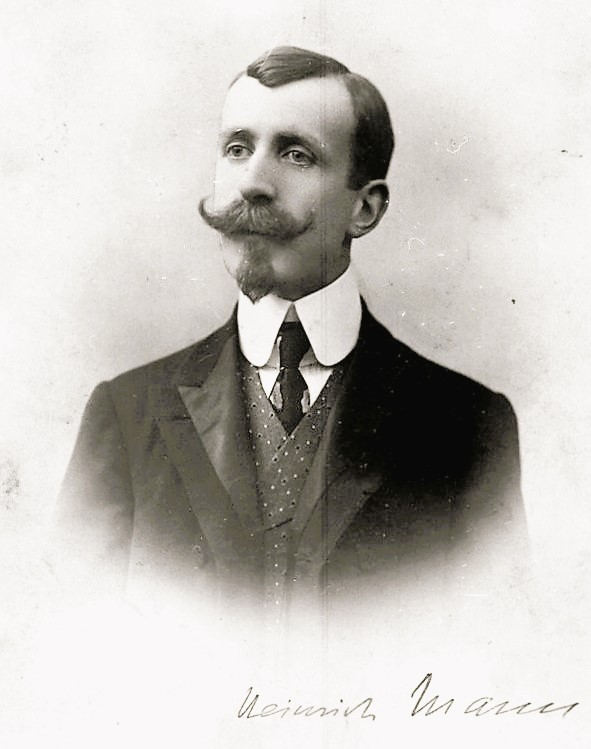
Heinrich Mann

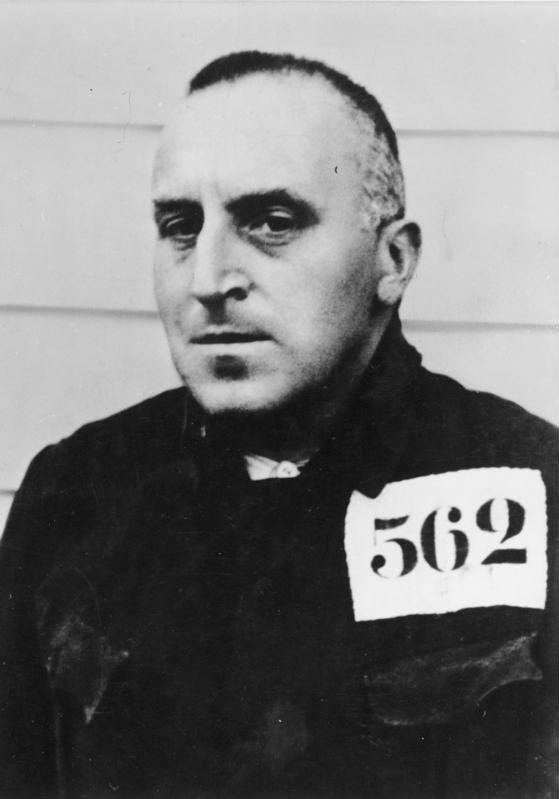
Carl von Ossietzky

Der Plakat- und Sammelaktion sollte als dritter Schritt die eigentliche „Hinrichtung des Ungeistes“ folgen, wie es das „Hauptamt für Aufklärung und Werbung“ der deutschen Studentenschaft bereits zu Beginn der Aktion angekündigt hatte: „An allen Hochschulen wird am 10. Mai 1933 das zersetzende Schrifttum den Flammen überantwortet.“ Die Studenten sahen in der Bücherverbrennung einen symbolischen Akt: so wie man in der Vorzeit dem Feuer eine reinigende, Krankheit austreibende Wirkung zusprach, so sollte zum Ausdruck kommen, „daß in Deutschland die Nation sich innerlich und äußerlich gereinigt hat“ (Joseph Goebbels in seiner Rede am Berliner Opernplatz am 10. Mai 1933).
Dazu wurden am 9. Mai in einem Rundschreiben an die Einzelstudentenschaften „Feuersprüche“ versendet, die eine einheitliche symbolische Grundlage für die Bücherverbrennungen am nächsten Tag bilden sollten. Diese Serie vorgegebener Parolen sollten landesweit ertönen, wenn Vertreter der Studentenschaft die Werke exemplarischer „Schund- und Schmutz“-Literaten ins Feuer warfen. Damit wurde die symbolische Handlung der Bücherverbrennungen betont und ihnen der Charakter eines Rituals verliehen. Unterzeichnet war das Rundschreiben von Gerhard Krüger (DSt) und dem Hauptamtsleiter Hans Karl Leistritz:

„Als Grundlage für die symbolische Handlung im Verbrennungsakt ist die im folgenden gegebene Aufstellung zu benutzen und möglichst wörtlich der Rede des studentischen Vertreters zugrunde zu legen. Da es praktisch in den meisten Fällen nicht möglich sein wird, die gesamten Bücher zu verbrennen, dürfte eine Beschränkung auf das Hineinwerfen der in der folgenden Aufstellung angegebenen Schriften zweckmässig sein. Es wird dadurch nicht ausgeschlossen, dass trotzdem ein grosser Haufen Bücher verbrannt wird. Die örtlichen Veranstalter haben dabei jegliche Freiheit.
1. Rufer: Gegen Klassenkampf und Materialismus, für Volksgemeinschaft und idealistische Lebenshaltung!
Ich übergebe der Flamme die Schriften von Marx und Kautsky.
2. Rufer: Gegen Dekadenz und moralischen Zerfall! Für Zucht und Sitte in Familie und Staat!
Ich übergebe der Flamme die Schriften von Heinrich Mann, Ernst Glaeser und Erich Kästner.
3. Rufer: Gegen Gesinnungslumperei und politischen Verrat, für Hingabe an Volk und Staat!
 Ich übergebe der Flamme die Schriften von Friedrich Wilhelm Foerster.
4. Rufer: Gegen seelenzerfasernde Überschätzung des Trieblebens, für den Adel der menschlichen Seele!
Ich übergebe der Flamme die Schriften von Sigmund Freud.
5. Rufer: Gegen Verfälschung unserer Geschichte und Herabwürdigung ihrer großen Gestalten, für Ehrfurcht vor unserer Vergangenheit!
Ich übergebe der Flamme die Schriften von Emil Ludwig und Werner Hegemann.
6. Rufer: Gegen volksfremden Journalismus demokratisch-jüdischer Prägung, für verantwortungsbewusste Mitarbeit am Werk des nationalen Aufbaus!
Ich übergebe der Flamme die Schriften von Theodor Wolff und Georg Bernhard.
7. Rufer: Gegen literarischen Verrat am Soldaten des Weltkriegs, für Erziehung des Volkes im Geist der Wehrhaftigkeit!
Ich übergebe der Flamme die Schriften von Erich Maria Remarque.
8. Rufer: Gegen dünkelhafte Verhunzung der deutschen Sprache, für Pflege des kostbarsten Gutes unseres Volkes!
Ich übergebe der Flamme die Schriften von Alfred Kerr.
9. Rufer: Gegen Frechheit und Anmaßung, für Achtung und Ehrfurcht vor dem unsterblichen deutschen Volksgeist!
Verschlinge, Flamme, auch die Schriften von Tucholsky und Ossietzky!“

In der Rundfunkübertragung vom Berliner Opernplatz sind kleine Abweichungen zu diesen Texten zu hören; so verwendeten die Rufer außer im letzten Feuerspruch statt „Flamme“ das Wort „Feuer“. Karl Marx ist mit seinem Vornamen genannt, Sigmund Freud wird als „seelenzersetzend“ und mit den „Schriften der Schule Sigmund Freuds“ verbrannt, und Emil Ludwig wird unter großem Jubel „Emil Ludwig Cohn“ genannt.

### Die Bücherverbrennungen
Der 10. Mai 1933 war als Höhepunkt der „Aktion wider den undeutschen Geist“ geplant. Alles sollte generalstabsmäßig durchgeführt werden, ein präziser Ablaufplan wurde an die örtlichen Studentenschaften durchgegeben: Zwischen 20:30 und 22 Uhr sollte eine Kundgebung der Studentenschaft im Auditorium der jeweiligen Universität die Aktion eröffnen, und nach Einbruch der Dunkelheit hatte ein Fackelzug die Bücher zum Verbrennungsort zu führen, wo die Veranstaltung zwischen 23 und 24 Uhr mit dem eigentlichen „Verbrennungsakt“ endigen sollte. Die Studentenschaften wurden angehalten, diesen Ablaufplan genauestens einzuhalten und die Aktion möglichst aufwendig zu gestalten, da zwischen 23 und 24 Uhr eine Radio-Staffelreportage der Deutschen Welle geplant war. Auch die wörtliche Verlesung der Feuersprüche war verbindlich. In allen Städten waren bereits tagsüber die Scheiterhaufen aufgeschichtet worden, vor denen die Teilnehmer ein öffentlicher Vortrag erwartete, der meist von Professoren der jeweiligen Universität gehalten wurde. In Berlin sprach zusätzlich Propagandaminister Joseph Goebbels, der dem Ereignis damit eine offizielle Note verlieh.

#### 10. Mai 1933 in Berlin

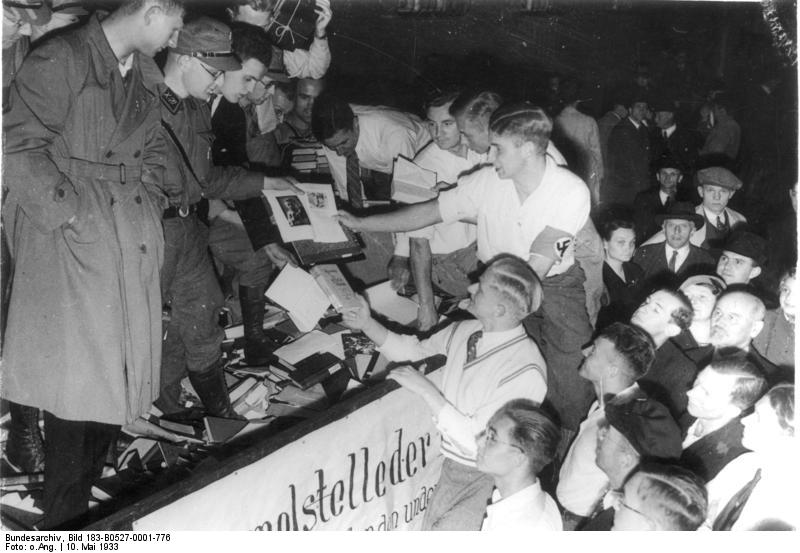
Die beschlagnahmten Bücher werden auf einem Wagen gesammelt und zur Verbrennung auf den Opernplatz in Berlin gefahren, Aufnahme aus dem Bundesarchiv

Nach der Antrittsvorlesung Alfred Baeumlers, der als Professor für Philosophie und politische Pädagogik an die Berliner Universität berufen worden war, formierte sich der Fackelzug auf dem Hegelplatz hinter der Universität und zog entlang der Museumsinsel zum Studentenhaus in der Oranienburger Straße, wo Lastwagen warteten, auf denen etwa 25.000 Bücher verladen waren. Fritz Hippler, der brandenburgische Führer des NSDStB, dessen Relegation rückgängig gemacht worden war, hielt eine Hetzrede, bis sich um 22 Uhr der Zug bei strömendem Regen zu den Klängen einer SA-Blaskapelle Richtung Königsplatz vor dem Reichstagsgebäude in Bewegung setzte. Auf einem Stock aufgespießt wurde der Kopf einer zerschlagenen Büste von Magnus Hirschfeld mitgeführt. Von Tausenden Schaulustigen gesäumt, gelangte der Zug mit Mitgliedern des Nationalsozialistischen Deutschen Studentenbunds, weiteren Studenten, darunter auch Korporationsstudenten in Couleur, Professoren in Talaren, Verbänden der SA und SS und der Hitler-Jugend, eskortiert von berittener Polizei, durchs Brandenburger Tor über den Linden-Boulevard zum Opernplatz gegenüber dem Universitätsgebäude. SA- und SS-Kapellen spielten vaterländische Weisen und Marschlieder, der ganze Opernplatz war mit Scheinwerfern der Wochenschau erhellt.
Da der Scheiterhaufen wegen des strömenden Regens nicht entzündet werden konnte, half die Feuerwehr mit Benzinkanistern nach. Nach der Rede des Studentenführers Herbert Gutjahr, die mit den Worten: „Wir haben unser Handeln gegen den undeutschen Geist gewendet. Ich übergebe alles Undeutsche dem Feuer!“ endete, warfen neun ausgewählte Vertreter der Studentenschaft zu den markanten „Feuersprüchen“ die ersten Bücher in die Flammen. Anschließend wurden unter großem Gejohle der Studenten und des Publikums die übrigen Bücher bündelweise von den Lastwägen gehoben und von einer Menschenkette weitergereicht, an deren Ende die Bücher des „undeutschen Geistes“ von beispielsweise Karl Marx, Heinrich Heine, Kurt Tucholsky, Sigmund Freud und vielen anderen – insgesamt 94 Autoren – ins Feuer geworfen wurden. Viele der verfemten Autoren waren zu diesem Zeitpunkt bereits im Ausland; Erich Kästner stand unter den Zuschauern und musste anhören, wie sein Name aufgerufen wurde.
Etwa 70.000 Menschen nahmen an dieser Aktion teil. Gegen Mitternacht erschien Propagandaminister Joseph Goebbels und hielt eine Rede, an deren Ende von den Büchern nur mehr ein rauchender Aschehaufen übrig geblieben war. Mit dem Absingen des Horst-Wessel-Liedes endete die Veranstaltung.
Die Übertragung des Deutschlandsenders vom Berliner Opernplatz ist überliefert.

#### Die Hochschulstädte

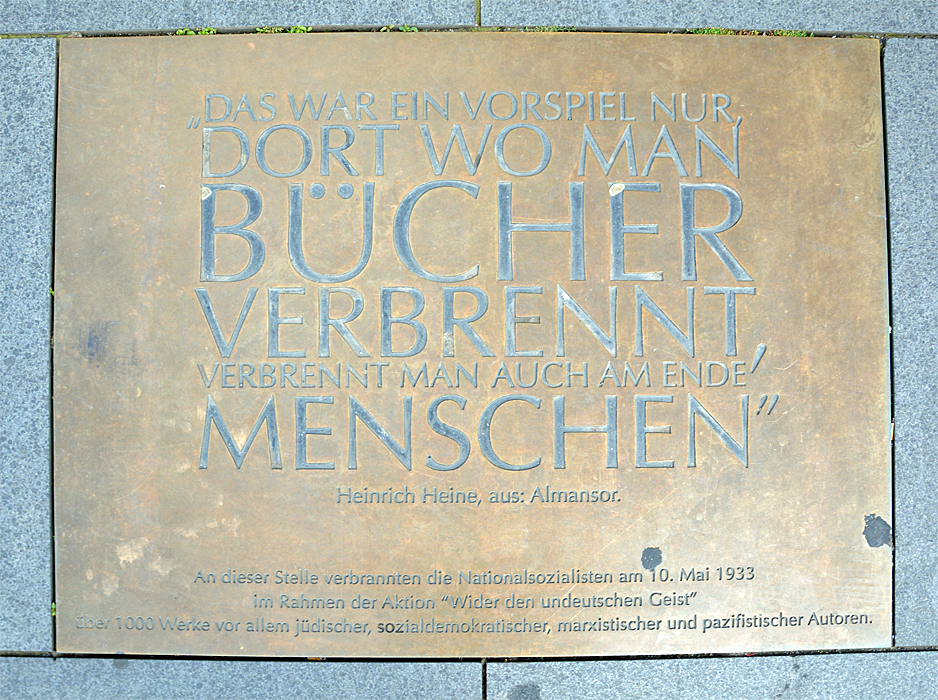
Bücherverbrennung in Braunschweig, Gedenktafel auf dem Schlossplatz

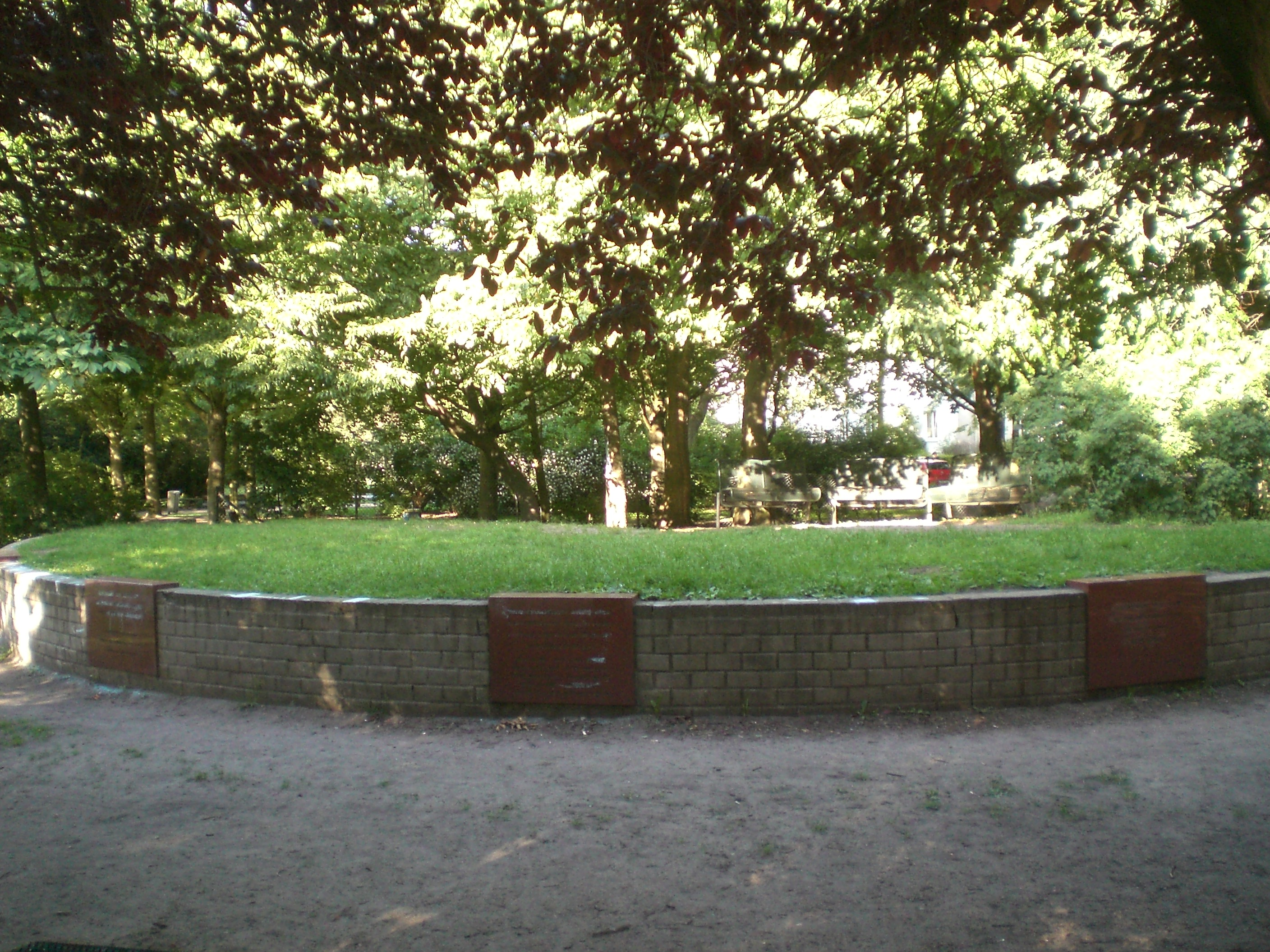
Mahnmal zur Erinnerung an die Bücherverbrennung am Kaiser-Friedrich-Ufer in Hamburg-Eimsbüttel

Erste Aktionen der symbolischen Bücherverbrennung fanden bereits in den ersten Märztagen 1933 in Dresden, Rinteln an der Weser und dann im April 1933 in Düsseldorf, Magdeburg und Luckenwalde statt. In München war die Inszenierung am 6. Mai 1933 erfolgt. Zur gleichen Zeit wie in Berlin fanden am 10. Mai 1933 Bücherverbrennungen auch in achtzehn weiteren Hochschulstädten statt: Bamberg, Bonn, Braunschweig, Bremen, Breslau, Dresden, Frankfurt am Main, Göttingen, Greifswald, Hannover, Hannoversch Münden, Kiel, Königsberg, Marburg, Münster, Nürnberg, Rostock und Würzburg.
Da es am 10. Mai teilweise zu schweren Regenfällen kam, musste in einigen Städten die Aktion verschoben werden; bis zum 19. Mai fanden acht weitere Bücherverbrennungen statt: Am 12. Mai in Erlangen und Halle (Saale), am 15. Mai in Hamburg, am 17. Mai in Heidelberg und Köln, am 19. Mai in Mannheim und Kassel (mit 30.000 Beteiligten).
Die für den 10. Mai in Freiburg geplante öffentliche Verbrennung wurde zunächst aus ungeklärten Gründen abgesagt, jedoch ein Ersatztermin für eine kleinere, „symbolische“ Verbrennung mit Jugendverbänden und Schülern im Universitätsstadion zunächst für den 21. Juni benannt; nachdem auch dieser wegen schlechter Witterung kurzfristig abgesagt werden musste, dann für die örtliche NS-Sonnwendfeier am 24. Juni gemeinsam mit der Freiburger Studentenschaft. Dabei hielt der Philosoph Martin Heidegger, damals gerade neuer Rektor der Freiburger Universität, eine Ansprache:

„[…] Flamme künde uns, leuchte uns, zeige uns den Weg, von dem es kein Zurück mehr gibt! Flammen zündet, Herzen brennt!“

Die letzte studentische Bücherverbrennung erfolgte am 21. Juni in Darmstadt, während die erste bereits am 8. Mai in Gießen stattgefunden hatte. Für die Universitäten Stuttgart und Tübingen sowie für Singen untersagte der Kommissar für die württembergischen Studentenschaften, Gerhard Schumann, die Teilnahme an der Aktion und hielt an seinem Verbot trotz der Proteste, die von einzelnen Studentenschaften in Berlin vorgebracht wurden, fest. Die Danziger Studentenschaft teilte mit, dass wegen der politischen Lage der Stadt, die unter der Verwaltung des Völkerbundes stand, eine öffentliche Durchführung der Aktion nicht möglich sei.
In Hamburg fand die Bücherverbrennung durch Studenten und Burschenschafter am 15. Mai 1933 am Kaiser-Friedrich-Ufer/Ecke Heymannstraße in Eimsbüttel in der Nähe des Isebekkanals statt. Der Ort heißt seit 1985 „Platz der Bücherverbrennung“. Wegen der Einführung des neuen Senats am 10. Mai 1933 war die Bücherverbrennung um fünf Tage verschoben worden. Es nahm nur eine überschaubare Menge daran teil. Die Bücherverbrennung wurde deshalb unter Teilnahme von Hitlerjungen und Frauen vom Bund Deutscher Mädchen am 30. Mai 1933 am Lübeckertordamm, dem späteren Standort der Alster-Schwimmhalle, wiederholt. In Hamburg-Bergedorf fand die Bücherverbrennung am 24. Juni 1933 auf dem Sportplatz am Schulenbrooksweg statt.
Die Bücherverbrennung in Hannover fand am 10. Mai 1933 an der Bismarcksäule statt. Die Bücher waren in der Technischen Universität und in Schulen gesammelt worden.
In München kam es zu zwei Bücherverbrennungen, eine durch die Hitler-Jugend am 6. Mai 1933, da die Führung der HJ ihre Gliederungen beauftragt hatte, „in sämtlichen Orten […] eine Verbrennung aller marxistischer, pazifistischer Schriften und Bücher“ durchzuführen, und eine durch die deutsche Studentenschaft am 10. Mai 1933, bei der 50.000 Schaulustige auf dem Königsplatz teilnahmen. Sämtliche bayerischen Rundfunksender berichteten darüber.
In Kiel trafen sich Studenten in der Aula der Universität, zogen mit einem Fackelzug zur Stadtbibliothek und verbrannten die Bücher auf dem Wilhelmplatz.
Die Bücherverbrennungen selbst wurden von der Deutschen Studentenschaft (dem Dachverband der Allgemeinen Studentenausschüsse – AStA), und dem NSDStB durchgeführt und geschahen mit Duldung der Behörden, wurden von Polizei und Feuerwehr sogar begleitet und betreut. Zahlreiche Professoren nahmen an den Bücherverbrennungen teil und traten in Talaren vor die Scheiterhaufen, um Feuerreden zu halten, etwa der Philosoph Alfred Baeumler in Berlin, der Germanist Hans Naumann in Bonn und die Germanisten Friedrich Neumann und Gerhard Fricke in Göttingen. In Dresden hielt Will Vesper die Festrede. In Greifswald war die Bücherverbrennung in die mehrwöchige „Aktion für den deutschen Geist“ der dortigen NSDStB-Gruppe eingebunden. Unter der fachlichen Leitung von Wolfgang Stammler und Hans Wilhelm Hagen stellten Greifswalder Promotionsstudenten im Rahmen dieser Aktion in den pommerschen Zeitungen „deutsche“ Literatur der zu verbrennenden „undeutschen“ Literatur gegenüber.
Zur Bücherverbrennung in Frankfurt am Main versammelten sich etwa 15.000 Personen auf dem Römerberg, viele davon Studenten in SA-Uniform, aber auch Lehrer und Professoren mit Talaren und Baretten. Die Feuerrede hielt der Studentenpfarrer Otto Fricke. Inmitten der Büchern, die mit einem Ochsenkarren herbeitransportiert wurden, stak eine Mistgabel, um sie als „Mist“ zu denunzieren. Kurt Tucholsky, dessen Bücher darunter waren, erfuhr im schwedischen Exil von der Frankfurter Aktion. Voller Verachtung schrieb er am 17. Mai 1933 an den ebenfalls von den Nazis verfemten Schriftsteller Walter Hasenclever:

„In Frankfurt haben sie unsere Bücher auf einem Ochsenkarren zum Richtplatz geschleift. Wie ein Trachtenverein von Oberlehrern. Nun aber zu Ernsthafterem. …“

An einigen Orten verbrannten die Studenten außer Büchern auch Fahnen, so wurde in Hamburg die Gaufahne des Roten Frontkämpferverbandes in die Flammen geworfen, in Mannheim und Königsberg die schwarz-rot-goldene Fahne der Weimarer Republik.
Nach dem „Anschluss Österreichs“ im März 1938 gab es am 30. April 1938 auch eine studentische Bücherverbrennung auf dem Residenzplatz in Salzburg, veranstaltet von dem NS-Lehrerbund unter der Patronanz von Karl Springenschmid, dem „Goebbels von Salzburg“. Dieser Verbrennung fielen 1.200 Bücher klerikaler und jüdischer Autoren zum Opfer, darunter auch die Werke des Wahlsalzburgers Stefan Zweig und die Max-Reinhardt-Monographie von Siegfried Jacobsohn, bei deren Verbrennung gerufen wurde: „Möge das Feuer auch Schimpf und Schand verzehren, die unserer deutschen Stadt von diesem Geschmeiß geschah. Frei und deutsch sei die Stadt Mozarts!“

#### Nicht-studentische Aktionen
Nicht-studentische Bücherverbrennungen hatte es bereits im Zuge des NS-Terrors nach der Reichstagswahl im März 1933 in mehreren Städten durch SA und SS gegeben, so in Dresden (8. März), Braunschweig (9. März), Würzburg (10. März), Heidelberg (12. März), Kaiserslautern (26. März), Münster (31. März), Wuppertal (1. April), Leipzig (1. April und 2. Mai), Düsseldorf (11. April) und Coburg (7. Mai), wo vielfach die Zentren der verbliebenen Opposition wie Partei-, Gewerkschafts- und sozialdemokratische Verlagshäuser gestürmt und geplündert, aber auch schon Werke einzelner Autoren wie Im Westen nichts Neues von Erich Maria Remarque verbrannt wurden. Bei der Erstürmung des sozialdemokratischen Volksfreundhauses in Braunschweig gab es bereits einen Toten. Von diesen Bücherverbrennungen ging ein entscheidender Impuls für die nachfolgende studentische „Aktion wider den undeutschen Geist“ aus.
Parallel zu den studentischen Aktionen wurden am 10. Mai 1933 unter anderem in Landau in der Pfalz von der Hitler-Jugend und Worms durch SA und SS Bücher verbrannt.
Am 30. Mai 1933 wurden auf Anordnung von Kurt Otto, nationalsozialistischer Landeshauptmann der Provinzialverwaltung Sachsen, die im Rahmen der Wiederherstellung der Kuranlagen von Bad Lauchstädt zum Goethe-Jahr 1932 geschaffenen Monumentalarbeiten von Charles Crodel öffentlich verbrannt und vollständig zerstört:

„Es wird alles geschehen, um im Bereiche der Provinzialverwaltung die häßlichen Spuren zu tilgen, die hier und da die jüdisch irre geleitete sogenannte moderne Kunstrichtung hinterlassen hat. Mit Empörung habe ich in dem altehrwürdigen Goethetheater in Lauchstädt feststellen müssen, daß dieser durch unsern großen deutschen Dichter geheiligte Raum in abscheulicher Weise durch Schmierereien verschandelt worden ist, die mit Kunst nichts zu tun haben. Ich habe angeordnet, daß die Kulturschande sofort ausgelöscht wird. Die Arbeiten sind bereits im Gange. Die Bühnenumrahmung des Goethetheaters wird in der Form wiederhergestellt werden, die ihr Goethe gegeben hat. Erblicken Sie in diesem Akt der Wiederherstellung des ursprünglichen Zustandes dieses geheiligten Raumes das Sinnbild dafür, daß der Nationalsozialismus alles Artfremde und Schlechte aus den Kulturstätten des deutschen Volkes restlos austilgt.“

Weitere „nachahmende“, das heißt nicht-studentische Bücherverbrennungen gab es nach dem 10. Mai 1933 unter anderem am 12. Mai in Regensburg, am 13. Mai in Neustrelitz, am 14. Mai in Neustadt an der Weinstraße, am 22. Mai in Offenbach am Main und in Potsdam, am 30. Mai wieder in Hamburg (durchgeführt von Hitler-Jugend und BDM), am 31. Mai in Neubrandenburg, am 17. Juni in Heidelberg, Karlsruhe, Offenburg und Pforzheim, am 21. Juni in Essen, Darmstadt und Weimar und am 23. Juni in Mainz. Die letzte Aktion dieser Art fand am 26. August in Jena statt. In Magdeburg wurden vom 21. bis 24. August 65 Tonnen Bibeln und andere Druckschriften der Zeugen Jehovas verbrannt, jedoch ohne Zusammenhang zu den studentischen Aktionen.
Eine genaue Anzahl lässt sich wegen der zahlreichen kleineren Nachahme-Aktionen nicht geben, doch sind für das Jahr 1933 landesweit über einhundert Bücherverbrennungen dokumentiert.
Im März 1938 organisierte die NSDAP, Landesgruppe Mexiko, in Mexiko-Stadt ein „Fest für den vollzogenen Anschluss“ Österreichs, dem auch eine kleine Bücherverbrennung folgte. Im gleichen Jahr wurden in vielen Städten und Dörfern, zum Beispiel in den fränkischen Ortschaften Hagenbach, Karlstadt und Steinach Bücher jüdischer Gemeinden verbrannt. 1941 wurden noch im Elsass im Rahmen einer „Entwelschungsaktion“ mehrere Bücherverbrennungen durchgeführt.

#### Orte von Bücherverbrennungen

##### Bücherverbrennungen vor dem 10. Mai 1933
- Berlin: 15. März
- Bochum: 10. März[33]
- Braunschweig: 9. März, vor dem sozialdemokratischen Volksfreundhaus
- Coburg: 7. Mai, Schloßplatz (am „Ehrentag der deutschen Jugend“)
- Dresden: 8. März, Wettiner Platz[34]
- Düsseldorf: 11. April, Planetarium (heute Tonhalle)
- Gießen: 8. Mai, Becken der Fontäne (AwuG)
- Heidelberg: 11. März, vor dem Gewerkschaftshaus
- Kaiserslautern: 26. März, Schillerplatz
- Leipzig: 1. April
- 2. Mai, Volkshaus und etwas später am kleinen Meßplatz
- München: 6. Mai, durch die Hitlerjugend im Rahmen eines „Tages der bayerischen Jugend“
- Münster: 31. März 1933
- Rosenheim: 7. Mai, Max-Josefs-Platz (durch Hitlerjugend, BDM und Jungvolk)
- Schleswig: 23. April, Stadtfeld
- Speyer: 6. Mai, auf dem Alten Markt gegenüber dem Rathaus (Aktion im Rahmen eines „Tages der bayerischen Jugend“)
- Würzburg: 10. März
- Wuppertal: 1. April, Rathausvorplatz in Barmen und am Brausenwerth in Elberfeld (durch Schüler, begleitet von ihren Lehrern)
- Zittau: 8. März, auf der oberen Neustadt, zwischen Herkulesbrunnen und dem Marstallgebäude (bzw. Salzhaus)[35]

##### Bücherverbrennungen ab dem 10. Mai 1933
Vor allem Bücherverbrennungen im Rahmen der „Aktion wider den undeutschen Geist“ (AwuG) am 10. Mai 1933 und Folgeaktionen unterschiedlicher Organisatoren.
| - Bad Kreuznach: 10. Mai, Kornmarkt; 19. Mai auf den Schulhöfen des Bad Kreuznacher Gymnasiums und des Städtischen Lyzeums mit Frauenoberschule (heute Lina-Hilger-Gymnasium) - Bamberg: 1. Juli, Hauptkampfbahn des Volksparks - Bautzen: 9. August, Steinbruch an der Löbauer Straße - Bergedorf bei Hamburg: 24. Juni, im Rahmen der Sonnwendfeier - Berlin: 10. Mai, Opernplatz (AwuG) - Bochum: 9. Juni, Kaiser-Friedrich-Platz, heute Imbusch-Platz - Bonn: 10. Mai, Marktplatz (AwuG) - Braunschweig: 10. Mai, Schloßplatz (AwuG) - Bremen: 10. Mai, Nordstraße (AwuG) - Breslau: 10. Mai, Schloßplatz (AwuG) - Darmstadt: 21. Juni, Mercksplatz (AwuG) - Dortmund: 30. Mai, Hansaplatz (AwuG) - Dresden: 10. Mai, an der Bismarcksäule (AwuG) - Düsseldorf: 11. Mai, Marktplatz - Erlangen: 12. Mai, Schloßplatz (AwuG) - Eutin: 24. Juni - Essen: 21. Juni, Gerlingplatz - Flensburg: 30. Mai, Exe - Frankfurt am Main: 10. Mai, Römerberg (AwuG) - Freiburg im Breisgau: Großes Bücherfeuer am 17. Juni auf dem Exerzierplatz; symbolische Bücherverbrennung im Universitätsstadion bei einer nachgeholten Sonnenwendfeier am 24. Juni (AwuG) - Gengenbach: 17. Juni auf dem Marktplatz Verbrennung von Büchern und „Fahnen der marxistischen Partei“ durch die Hitler-Jugend - Göttingen: 10. Mai, Platz vor der Albanischule (damals Adolf-Hitler-Platz) (AwuG) - Greifswald: 10. Mai, Marktplatz (AwuG) (hier verbunden mit der publizistischen „Aktion für den deutschen Geist“ der dortigen NSDStB-Gruppe) - Güstrow: 15. Juni, Glevinertor - Halle (Saale): 12. Mai – Universitätsplatz (AwuG) - Hamburg: 15. Mai, Kaiser-Friedrich-Ufer (AwuG) - 30. Mai, Lübeckertorfeld (durch die Hitlerjugend) - Hamm: 20. Mai, Großer Exerzierplatz (durch die Hitlerjugend) - Hannover: 10. Mai, an der Bismarcksäule, siehe Bücherverbrennung in Hannover (AwuG). - Hann. Münden: 10. Mai, Marktplatz (AwuG) - Haslach im Kinzigtal: 24. Juni, bei der Sonnwendfeier auf dem Sportplatz durch die Hitler-Jugend - Hausach: 24. Juni, bei der Sonnwendfeier auf dem Schlossberg durch die Hitler-Jugend - Heidelberg: 17. Mai, Universitätsplatz (AwuG) - 17. Juni, Jubiläumsplatz, wurde wegen strömenden Regens abgesagt. - 16. Juli, Universitätsplatz - Helgoland: 18. Mai, Schulplatz - Hildburghausen: 22. Mai, Marktplatz | - Jena: 26. August, Marktplatz - Karlsruhe: 17. Juni, Schlossplatz - Kassel: 19. Mai, Friedrichsplatz (AwuG) - Kleve: 19. Mai, Hof des Staatlichen Gymnasiums Römerstraße - Kiel: 10. Mai, Wilhelmplatz (AwuG) - Köln: 17. Mai, Gefallenendenkmal der Universität (AwuG) - Königsberg: 10. Mai, Trommelplatz (AwuG) - Landau: 10. Mai – Rathausplatz (damaliger Paradeplatz) (AwuG) - Lübeck: 26. Mai, am Buniamshof - Mainz: 23. Juni, Adolf-Hitler-Platz - Mannheim: 19. Mai, Meßplatz/Feuerwache (AwuG) - Marburg: 10. Mai, Kämpfrasen (AwuG) - München: 10. Mai, Königsplatz (AwuG) - Münster: 10. Mai, Hindenburgplatz (AwuG) - Neubrandenburg: 31. Mai, Marktplatz - Neustadt an der Weinstraße: 14. Mai, Marktplatz - Neustrelitz: 13. Mai, Parade- und Exerzierplatz - Nürnberg: 10. Mai, Hauptmarkt (Adolf-Hitler-Platz) (AwuG) - Offenbach am Main: 22. Mai, vor dem Isenburger Schloß - Offenburg: 17. Juni, Marktplatz - Pforzheim: 17. Juni, Marktplatz - Potsdam: am 22. Mai 1933 auf dem Bassinplatz - Recklinghausen: 14. Juli, Am Neumarkt (damals: Leo-Schlageter-Platz)/Recklinghausen-Süd - Regensburg: 12. Mai, Neupfarrplatz - Rendsburg: 9. Oktober, Paradeplatz - Rostock: 10. Mai, Friedrich-Hildebrandt-Platz (bis 9. Mai 1933: Vögenteichplatz) (AwuG) - Schiltach: 1. Juli, beim „Heldenkreuz“ (Kriegerehrenmal auf dem Schrofen) durch die Hitler-Jugend im Rahmen der Sonnwendfeier - Schleswig: 23. Juni - Stuttgart, Tübingen: der Landesführer des NSDStB Württemberg lehnte das Verbrennen von Büchern ab (AwuG). Es fanden aber eigene Aktionen der württembergischen Studentenschaft statt. - Schwerin: 4. Juni, Pfaffenteich - Uetersen: 10. Mai, Buttermarkt beim alten Rathaus - Waldheim 09.06.1933 20:30 Uhr (Quelle: Waldheimer Tageblatt. Nr. 131, 8. Juni 1933) - Waldkirch: 8. Juli 1933, auf dem Gipfel des Kandel im Rahmen der Sonnenwendfeier und des Kreistreffens der SA, die die Bücherverbrennung durchführte. - Weimar: 21. Juni, in Niedergrunstedt bei der Sonnwendfeier des Deutschnationalen Handlungsgehilfenverbandes - Wilsdruff: 23. September, im Steinbruch Blankenstein, nach der Fahnenweihe des NS-Jungvolkes Wilsdruff - Wolfach: 24. Juni, auf der Insel bei den Tennisplätzen (heute Realschule) durch die Hitler-Jugend im Rahmen der Sonnwendfeier - Worms: 10. Mai, Vorplatz des Amtsgerichts (AwuG) - Würzburg: 10. Mai, Residenzplatz (AwuG) - Zell am Harmersbach: 19. Juni, Marktplatz |

## Die verfolgten Autoren

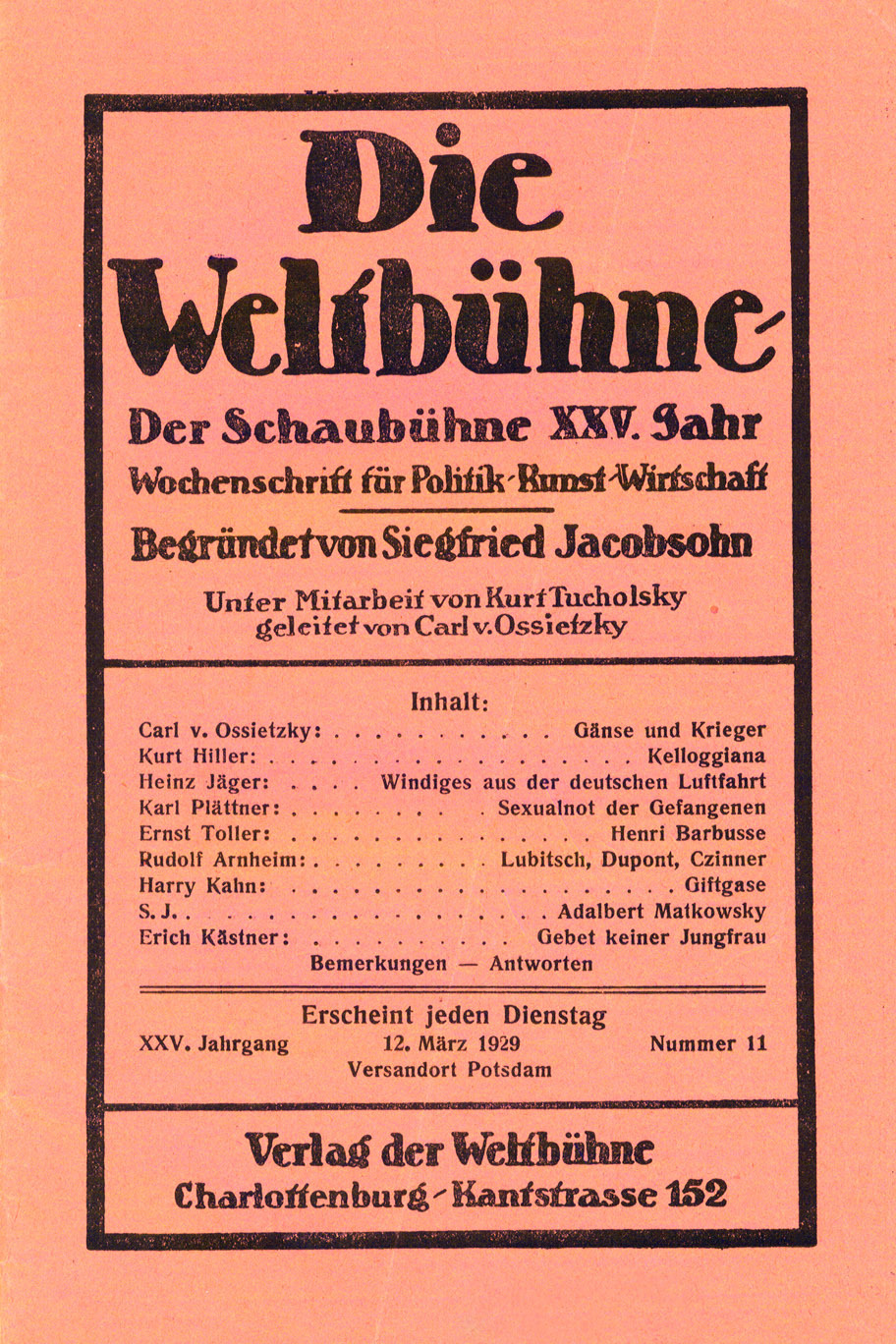
Die Weltbühne vom 12. März 1929, unter Mitarbeit von Kurt Tucholsky, geleitet von Carl von Ossietzky

Siehe: Liste der verbrannten Bücher 1933 und Liste verbotener Autoren während der Zeit des Nationalsozialismus
Zu den indizierten Autoren gehörten unter anderem Vicki Baum, Walter Benjamin, Ernst Bloch, Bertolt Brecht, Max Brod, Otto Dix, Alfred Döblin, Albert Einstein, Lion Feuchtwanger, Marieluise Fleißer, Leonhard Frank, Sigmund Freud, Salomo Friedlaender, Iwan Goll, George Grosz, Jaroslav Hašek, Heinrich Heine, Ödön von Horváth, Heinrich Eduard Jacob, Franz Kafka, Georg Kaiser, Erich Kästner, Alfred Kerr, Egon Erwin Kisch, Siegfried Kracauer, Karl Kraus, Theodor Lessing, Alexander Lernet-Holenia, Karl Liebknecht, Georg Lukács, Rosa Luxemburg, Heinrich Mann, Klaus Mann, Ludwig Marcuse, Karl Marx, Robert Musil, Carl von Ossietzky, Erwin Piscator, Alfred Polgar, Erich Maria Remarque, Ludwig Renn, Joachim Ringelnatz, Joseph Roth, Nelly Sachs, Felix Salten, Anna Seghers, Arthur Schnitzler, Carl Sternheim, Bertha von Suttner, Ernst Toller, Kurt Tucholsky, Jakob Wassermann, Franz Werfel, Grete Weiskopf, Arnold Zweig und Stefan Zweig.
Nicht nur deutschsprachige Autoren standen auf den Listen, sondern auch die Namen der französischen Autoren André Gide, Romain Rolland, Henri Barbusse, der amerikanischen Autoren Ernest Hemingway, Upton Sinclair, Jack London, John Dos Passos und vieler sowjetischer Autoren, darunter Maxim Gorki, Isaak Babel, Alexandra Kollontai, Wladimir Iljitsch Lenin, Leo Trotzki, Wladimir Majakowski, Ilja Ehrenburg.
Die Verfolgung dieser Autoren, deren mündliche oder schriftliche Äußerungen den Anschauungen des Nationalsozialismus widersprachen und die sich der von ihnen geforderten „geistigen Wehrhaftmachung“ widersetzten, begann nicht erst mit den Bücherverbrennungen, sondern sie fand lediglich ihren Höhepunkt darin. Viele Schriftsteller, aber auch andere Künstler und auch Wissenschaftler erhielten in der Folge Arbeits- und Publikationsverbot, verschwanden aus den Bibliotheken und aus dem Schulunterricht und wurden auch physisch vernichtet. Sie starben im KZ, an den Folgen der Haftbedingungen oder wurden hingerichtet (wie Carl von Ossietzky und Erich Mühsam, Gertrud Kolmar und Jakob van Hoddis, Paul Kornfeld, Arno Nadel und Georg Hermann, Theodor Wolff, Adam Kuckhoff, Rudolf Hilferding), wurden ausgebürgert (wie Ernst Toller und Kurt Tucholsky), zur Flucht ins Exil gezwungen (wie Walter Mehring und Arnold Zweig) oder in die innere Emigration gedrängt, von der Erich Kästner schrieb: „Man ist ein lebender Leichnam.“ Viele verzweifelten und nahmen sich in der Emigration das Leben, so Walter Hasenclever, Ernst Weiß, Carl Einstein, Walter Benjamin, Ernst Toller, Stefan Zweig.
Für Schriftsteller, die ins Konzept der Nationalsozialisten passten, bedeutete das Verbot ihrer Kollegen die Übernahme der „frei geräumten“ Plätze. „Da kommen sie nun aus allen Löchern gekrochen, die kleinen Provinznutten der Literatur“, schrieb Kurt Tucholsky 1933, „nun endlich, endlich ist die jüdische Konkurrenz weg – jetzt aber! […] Lebensgeschichten der neuen Heroen. Und dann: Alpenrausch und Edelweiß. Mattengrün und Ackerfurche. Schollenkranz und Maienblut – also Sie machen sich keinen Begriff, Niveau null.“

## Zeugnisse

### Erich Kästner

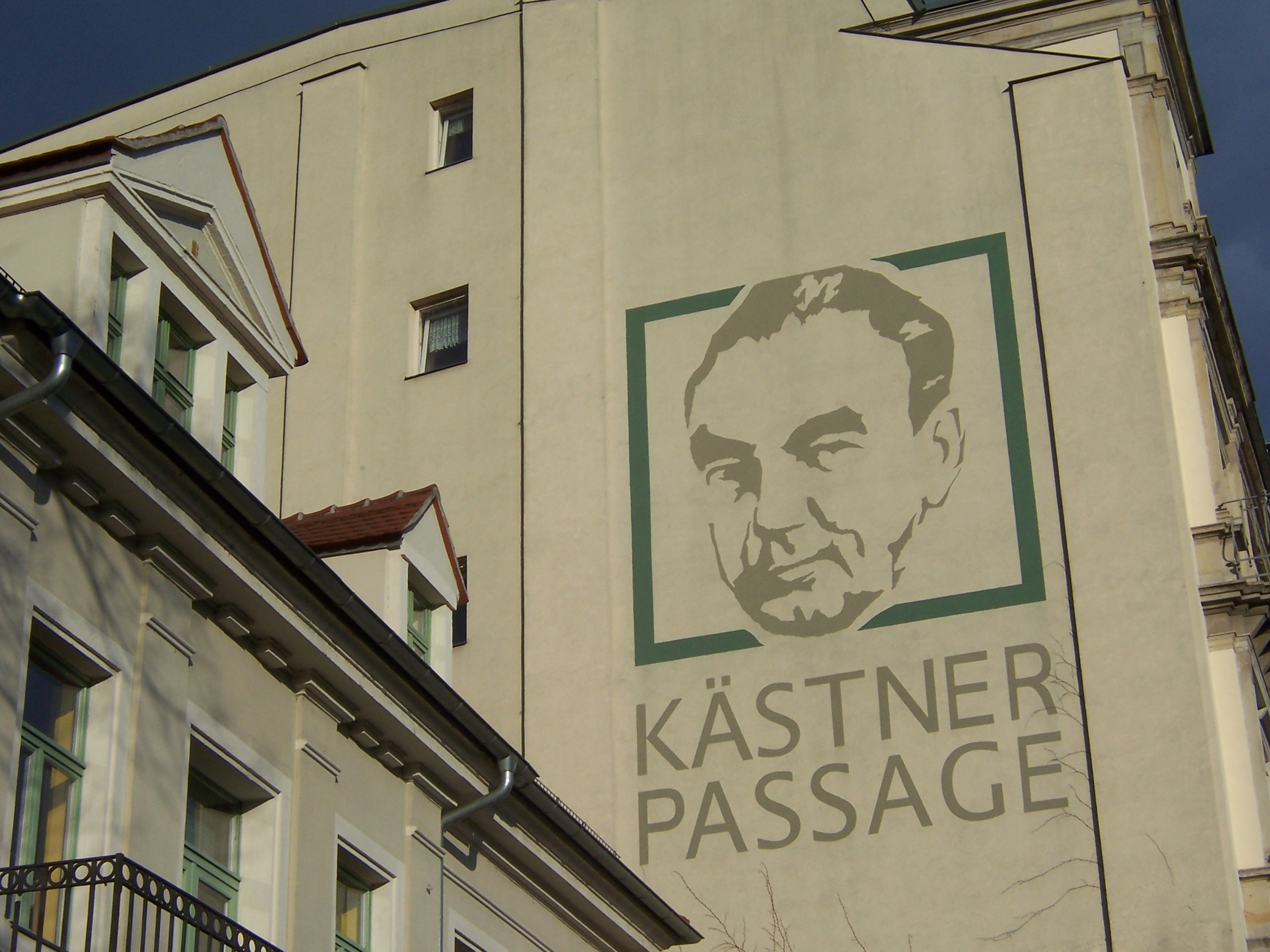
Erich Kästners Porträt an einem Haus der Kästner-Passage in Dresden

Erich Kästner war Zeuge der Verbrennung seiner eigenen Bücher am Berliner Opernplatz und hörte seinen Namen im zweiten „Feuerspruch“.

„Und im Jahre 1933 wurden meine Bücher in Berlin, auf dem großen Platz neben der Staatsoper, von einem gewissen Herrn Goebbels mit düster feierlichem Pomp verbrannt. Vierundzwanzig deutsche Schriftsteller, die symbolisch für immer ausgetilgt werden sollten, rief er triumphierend bei Namen. Ich war der einzige der Vierundzwanzig, der persönlich erschienen war, um dieser theatralischen Frechheit beizuwohnen. Ich stand vor der Universität, eingekeilt zwischen Studenten in SA-Uniform, den Blüten der Nation, sah unsere Bücher in die zuckenden Flammen fliegen und hörte die schmalzigen Tiraden des kleinen abgefeimten Lügners. Begräbniswetter hing über der Stadt. Der Kopf einer zerschlagenen Büste Magnus Hirschfelds stak auf einer langen Stange, die, hoch über der stummen Menschenmenge, hin und her schwankte. Es war widerlich. Plötzlich rief eine schrille Frauenstimme: ‚Dort steht ja Kästner!‘ Eine junge Kabarettistin, die sich mit einem Kollegen durch die Menge zwängte, hatte mich stehen sehen und ihrer Verblüffung übertrieben laut Ausdruck verliehen. Mir wurde unbehaglich zumute. Doch es geschah nichts. (Obwohl in diesen Tagen gerade sehr viel zu geschehen pflegte.) Die Bücher flogen weiter ins Feuer. Die Tiraden des kleinen abgefeimten Lügners ertönten weiterhin. Und die Gesichter der braunen Studentengarde blickten, die Sturmriemen unterm Kinn, unverändert geradeaus, hinüber zu dem Flammenstoß und zu dem psalmodierenden, gestikulierenden Teufelchen. In dem folgenden Jahrdutzend sah ich Bücher von mir nur die wenigen Male, die ich im Ausland war. In Kopenhagen, in Zürich, in London. Es ist ein merkwürdiges Gefühl, ein verbotener Schriftsteller zu sein und seine Bücher nie mehr in den Regalen und Schaufenstern der Buchläden zu sehen. In keiner Stadt des Vaterlands. Nicht einmal in der Heimatstadt. Nicht einmal zu Weihnachten, wenn die Deutschen durch die verschneiten Straßen eilen, um Geschenke zu besorgen.“

Am 3. Oktober 1965 trafen sich dreißig christlich orientierte Jugendliche (16–25 Jahre alt) und zwei Diakonissen der Jugendgruppe Bund Entschiedener Christen auf den Rheinwiesen von Düsseldorf, die Bücher, Zeitschriften und Groschenromane mit vorgeblich unmoralischen Inhalten verbrannten. Darunter auch – neben Günter Grass, Vladimir Nabokov, Françoise Sagan und Albert Camus –  wieder Erich Kästner.
Wenige Tage nach dieser zweiten Verbrennung war Kästner Vorlesungsgast in Düsseldorf. Kay und Lore Lorentz vermittelten ein Treffen mit Oberbürgermeister Willi Becker (SPD). Dieser bezeichnet die Aktion als „Dummejungenstreich“. Am Abend las Kästner aus seinem Tagebuch und Ausschnitte aus einer Rede, die er am 10. Mai 1958 in Hamburg, anlässlich des 25. Jahrestag der NS-Bücherverbrennung gehalten hatte.
Am 22. Oktober 1965 wurde Erich Kästner bezüglich dieser beiden Bücherverbrennungen in einem Interview befragt:

„Frage: Halten sie es überhaupt für denkbar, das diese jungen Menschen nicht gewusst haben, das man schon 1933 unter sehr denkwürdigen Umständen Bücher verbrannt hat? Antwort: Auch das halte ich nicht für wahr, dass
man gar nichts davon gehört haben soll, das man nur die Parallele zu einer Verbrennung von Zauberbüchern in der Apostelgeschichte herangezogen hat ... Ich glaube es nicht, das in den Schulen überhaupt nichts erzählt wird über diese Dinge...Wenn es nicht erzählt würde, müsste man den Schulen noch vermehrt Vorwürfe machen...Bücherverbrennungen sind Bücherverbrennungen...weil es einfach eine terroristische Methode ist...“

### Oskar Maria Graf

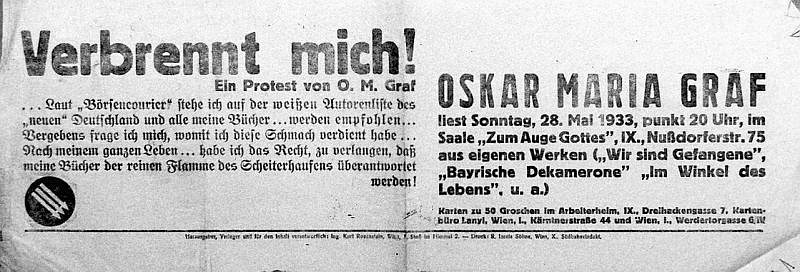
Plakat zu einer Lesung Grafs im Zusammenhang mit seinem Protest „Verbrennt mich!“ in Wien am 28. Mai 1933

Nachträglich forderte Oskar Maria Graf die Verbrennung seiner Bücher, da zu seinem Entsetzen sein Werk nicht verboten, sondern von den Nationalsozialisten auf den „weißen Listen“ empfohlen wurde. Folgenden Aufruf veröffentlichte er am 12. Mai 1933 in der Wiener Arbeiter-Zeitung:

„Verbrennt mich!
Ein Protest von Oskar Maria Graf.
 Wie fast alle links gerichteten, entschieden sozialistischen Geistigen in Deutschland, habe auch ich etliche Segnungen des neuen Regimes zu spüren bekommen: Während meiner zufälligen Abwesenheit aus München erschien die Polizei in meiner dortigen Wohnung, um mich zu verhaften. Sie beschlagnahmte einen großen Teil unwiederbringlicher Manuskripte, mühsam zusammengetragenes Quellenstudien-Material, meine sämtlichen Geschäftspapiere und einen großen Teil meiner Bücher. Das alles harrt nun der wahrscheinlichen Verbrennung. Ich habe also mein Heim, meine Arbeit und – was am Schlimmsten ist – die heimatliche Erde verlassen müssen, um dem Konzentrationslager zu entgehen.
 Die schönste Ueberraschung aber ist mir erst jetzt zuteil geworden: Laut ‚Berliner Börsencourier‘ stehe ich auf der ‚weißen Autorenliste‘ des neuen Deutschlands, und alle meine Bücher, mit Ausnahme meines Hauptwerkes ‚Wir sind Gefangene‘, werden empfohlen!
 Ich bin also dazu berufen, einer der Exponenten des ‚neuen‘ deutschen Geistes zu sein!
 Vergebens frage ich mich, womit ich diese Schmach verdient habe?
 Das Dritte Reich hat fast das ganze deutsche Schrifttum von Bedeutung ausgestoßen, hat sich losgesagt von der wirklichen deutschen Dichtung, hat die größte Zahl seiner wesentlichsten Schriftsteller ins Exil gejagt und das Erscheinen ihrer Werke in Deutschland unmöglich gemacht. Die Ahnungslosigkeit einiger wichtigtuerischer Konjunkturschreiber und der hemmungslose Vandalismus der augenblicklich herrschenden Gewalthaber versuchen all das, was von unserer Dichtung und Kunst Weltgeltung hat, auszurotten und den Begriff ‚deutsch‘ durch engstirnigsten Nationalismus zu ersetzen. Ein Nationalismus, auf dessen Eingebung selbst die geringste freiheitliche Regung unterdrückt wird, ein Nationalismus, auf dessen Befehl alle meine aufrechten sozialistischen Freunde verfolgt, eingekerkert, gefoltert, ermordet oder aus Verzweiflung in den Freitod getrieben werden!
Und die Vertreter dieses barbarischen Nationalismus, der mit Deutschsein nichts, aber auch rein gar nichts zu tun hat, unterstehen sich, mich als einen ihrer ‚Geistigen‘ zu beanspruchen, mich auf ihre sogenannte ‚weiße Liste‘ zu setzen, die vor dem Weltgewissen nur eine schwarze Liste sein kann! Diese Unehre habe ich nicht verdient! Nach meinem ganzen Leben und nach meinem ganzen Schreiben habe ich das Recht, zu verlangen, daß meine Bücher der reinen Flamme des Scheiterhaufens überantwortet werden und nicht in die blutigen Hände und die verdorbenen Hirne der braunen Mordbande gelangen!
 Verbrennt die Werke des deutschen Geistes! Er selber wird unauslöschlich sein wie eure Schmach!
 (Alle anständigen Zeitungen werden um Abdruck dieses Protestes ersucht. Oskar Maria Graf.)“

Allerdings kursierten in den Universitätsstädten verschiedene Listen der zur Verbrennung bestimmten Bücher. Zum Beispiel in der im Göttinger Tageblatt am 11. Mai 1933 publizierten Liste der verbrannten Bücher war Oskar Maria Graf mit allen seinen Werken (außer Wunderbare Menschen und Kalendergeschichte) vertreten.
1934 wurden seine Bücher schließlich doch noch in einer eigens für ihn angesetzten Verbrennung vernichtet. Seine Werke wurden verboten, er selbst ausgebürgert und zur Flucht nach New York gezwungen.

### Bertolt Brecht

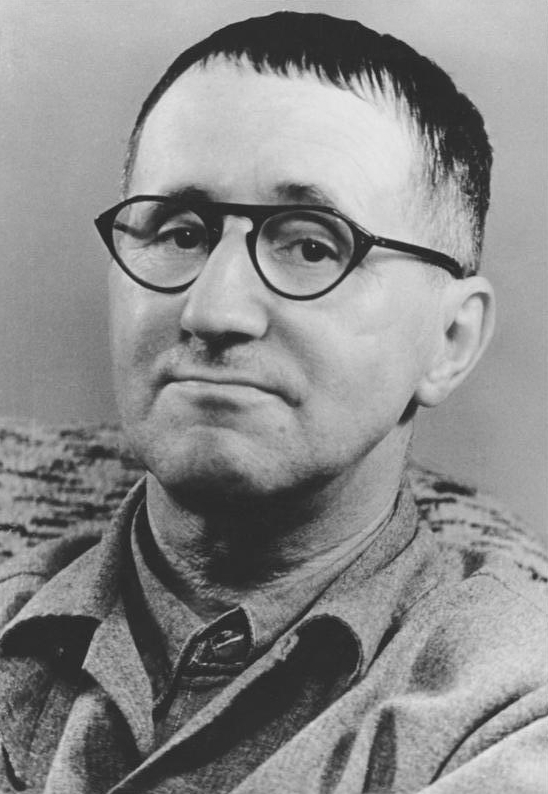
Bertolt Brecht (1954)

„Als das Regime befahl, Bücher mit schädlichem Wissen

Öffentlich zu verbrennen, und allenthalben

Ochsen gezwungen wurden, Karren mit Büchern

Zu den Scheiterhaufen zu ziehen, entdeckte

Ein verjagter Dichter, einer der besten, die Liste der

Verbrannten studierend, entsetzt, daß seine

Bücher vergessen waren. Er eilte zum Schreibtisch

Zornbeflügelt, und schrieb einen Brief an die Machthaber.

Verbrennt mich! schrieb er mit fliegender Feder, verbrennt mich!

Tut mir das nicht an! Laßt mich nicht übrig! Habe ich nicht

Immer die Wahrheit berichtet in meinen Büchern? Und jetzt

Werd ich von euch wie ein Lügner behandelt! Ich befehle euch, Verbrennt mich!“

### Reden
Rede von Joseph Goebbels, Reichspropagandaleiter der NSDAP und Gauleiter von Berlin, am 10. Mai 1933 am Opernplatz in Berlin. Goebbels erwähnt seinen Auftritt in seinem Tagebuch am 11. Mai: „Am späten Abend Rede Opernplatz. Vor dem Scheiterhaufen der von Studenten entbrannten Schmutz- und Schundbücher. Ich bin in bester Form. Riesenauflauf.“ Auszüge:

„Das Zeitalter eines überspitzten jüdischen Intellektualismus ist zu Ende gegangen, und die deutsche Revolution hat dem deutschen Wesen wieder die Gasse freigemacht. Diese Revolution kam nicht von oben, sie ist von unten hervorgebrochen. Sie ist deshalb im besten Sinne des Wortes der Vollzug des Volkswillens. […] In den letzten vierzehn Jahren, in denen ihr, Kommilitonen, in schweigender Schmach die Demütigungen der Novemberrepublik über euch ergehen lassen mußtet, füllten sich die Bibliotheken mit Schund und Schmutz jüdischer Asphaltliteraten. […] Revolutionen, die echt sind, machen nirgends Halt. Es darf kein Gebiet unberührt bleiben. So wie sie die Menschen revolutioniert, so revolutioniert sie die Dinge. […] Deshalb tut ihr gut daran, in dieser mitternächtlichen Stunde den Ungeist der Vergangenheit den Flammen anzuvertrauen. Hier sinkt die geistige Grundlage der Novemberrepublik zu Boden. Aber aus den Trümmern wird sich siegreich erheben der Phönix eines neuen Geistes, den wir tragen, den wir fördern, und dem wir das entscheidende Gewicht geben. […] Das Alte liegt in den Flammen, das Neue wird aus der Flamme unseres eigenen Herzens wieder emporsteigen. Wo wir zusammenstehen, und wo wir zusammengehen, da wollen wir uns dem Reich und seiner Zukunft verpflichten. Wenn Ihr Studenten Euch das Recht nehmt, den geistigen Unflat in die Flammen hineinzuwerfen, dann müsst Ihr auch die Pflicht auf Euch nehmen, an die Stelle dieses Unrates einem wirklichen deutschen Geist die Gasse freizumachen.“

Ansprache des Germanisten Hans Naumann am 10. Mai 1933 auf dem Marktplatz in Bonn (Auszug):

„So verbrenne denn, akademische Jugend deutscher Nation, heute zur mitternächtigen Stunde an allen Universitäten des Reichs, – verbrenne, was du gewiß bisher nicht angebetet hast, aber was doch auch dich wie uns alle verführen konnte und bedrohte. Wo Not an den Mann geht und Gefahr in Verzug ist, muß gehandelt werden ohne allzu großes Bedenken. Fliegt ein Buch heute Nacht zuviel ins Feuer, so schadet das nicht so sehr, wie wenn eines zu wenig in die Flammen flöge. Was gesund ist, steht schon von allein wieder auf. […] Wir wollen eine symbolische Handlung begehn. Dies Feuer ist ein Symbol und soll weiter wirken und brennen als eine Aufforderung an alle, ein Gleiches zu tun; fortwirken soll es aus der Studentenschaft in das Bürgertum. Wir schütteln eine Fremdherrschaft ab, wir heben eine Besetzung auf. Von einer Besetzung des deutschen Geistes wollen wir uns befrein.“

Unter Leitung von Friedhelm Kaiser, 1933 bis 1935 Schriftleiter und Chef vom Dienst der NSDAP-Parteizeitung Westfälische Landeszeitung – Rote Erde und von 1939 bis 1941 Stellvertretender Reichsgeschäftsführer der Forschungsgemeinschaft Deutsches Ahnenerbe, sprachen Schüler des Bismark-Realgymnasiums in Dortmund dessen Text Die Brandfackel im Sprechchor:

„Habt ihr die Feinde erkannt? Reinigt das deutsche Land! Her mit dem flammenden Brand!

Fort mit den falschen Propheten! Laßt sie von andern anbeten – wir aber wollen sie töten!

Was die uns Fremden schreiben, was die uns Fremden dichten, soll nimmer unter uns bleiben, wollen wir heute vernichten!

Soll uns nicht mehr betören ihre zersetzende Sucht, soll uns nicht mehr zerstören Deutsche Sitte und Zucht!

Schaffet, strebet, erweist unsern, den deutschen Geist!

Altes verzehren – Neues gebären, segnen – verdammen Feuer und Flammen! Brenn, Flamme! Brenne !!“

### Zeitungsberichte
Die Presse stellte ihre Spalten bereitwillig für die Artikel der Studentenschaften zur Verfügung und berichtete voller Genugtuung von den Verbrennungsfeiern.

„Der Einmarsch des Fackelzuges auf den Rasenplatz dauerte nahezu dreiviertel Stunden. Es waren viele Tausende, die daran teilnahmen: Die Studentenschaft der Handelshochschule gemeinsam mit der SA, die Ingenieurschule, der DHV und verschiedene andere nationale Verbände. Etwa acht Musikkapellen marschierten mit. Am Ende fuhr ein Wagen, auf dem sich die dem Tode geweihten Bücher befanden und eine große Fahne Schwarz-Rot-Gold, die mit den Büchern dem Feuer übergeben wurde. Nach Eintreffen der Zugspitze wurde ein Holzstoß in Brand gesetzt, der bald in mächtigen Garben zum nächtlichen Himmel empor loderte und den Platz weithin erhellte, sodaß die Sternlein, die neugierig herabschauten, etwas verblassen mußten. […] Nach Absingen des Horst-Wessel-Liedes flammte der Scheiterhaufen auf und verzehrte die Bücher, die undeutschen Geistes voll. Mit klingendem Spiel ging es dann wieder in die Stadt zurück.“

„Mit einem Sprechchor einer Gruppe des Bundes deutscher Mädchen wurde die Bücherverbrennung eingeleitet. Unter den Klängen des Präsentiermarsches wurde sodann der Bücherhaufen angezündet und hellauf loderten die Flammen, als ein weiterer Feuerspruch von den Mädchen vorgetragen wurde. Buch auf Buch wurde in die Flammen geworfen, bis auch das letzte vom Feuer verzehrt war. Entblößten Hauptes sang sodann die Menge, die sich im Verlauf der Geschehnisse auf einige Tausend angesammelt hatten, den Choral: ‚Nun danket alle Gott‘. Mit dem Lied vom ‚Guten Kameraden‘ und einem dreifachen ‚Sieg heil‘ auf den Reichskanzler wurde die Feier geschlossen.“

„Um 5:30 Uhr marschierte die NSBO und die Hitlerjugend auf dem Marktplatz auf. Die Fahnen nahmen vor dem Bismarckbrunnnen Aufstellung. Ein großer Scheiterhaufen von marxistischen Fahnen und Büchern war aufgerichtet worden – und bald loderte eine große Flamme empor und vernichtete die Symbole und geistigen Erzeugnisse einstiger Marxistenherrschaft. Schweigend und ergriffen von der symbolhaften Handlung sah die Menge diesem Schauspiel zu. Als der Haufen immer mehr zu Asche zerfiel, reckten sich spontan die Arme empor – und über dem Marktplatz erklang das Deutschlandlied.“

Dortmunder General-Anzeiger vom 31. Mai 1933
Der Artikel Deutsch von Kurt Herwarth Ball wurde als erster Aufsatz des „Artikeldienstes“ der DSt verbreitet und von der Tagespresse nachgedruckt:

„Und dann muß noch ein anderes sein, dieses das die Deutsche Studentenschaft begonnen: Der Kampf gegen das Untermenschentum der Fremdblütigen. Wenn wir die Seele des deutschen Volkes zur lodernden Flamme wiedergestalten und erhalten wollen, dann greifen wir getrost nach den Händen, die uns die 12 Thesen der Deutschen Studentenschaft entgegenstrecken. Zwölfmal dieser harte Wille des jungen Geschlechts:, Deutsch!' Zwölfmal der urstarke, blutsmäßige, bodenständige Ruf:, Deutsch!' Und dieser Ruf von Studenten, von einer jungen Generation, die das harte Muß kennengelernt hat als Werkstudent in den Hungerjahren, als Wehrstudent in ehrlosen Jahren. Schließen wir die Reihen der deutschen Menschen, die da um die Zukunft kämpfen in Politik, Wirtschaft, Wissenschaft und Schrifttum, in aller Kunst, stehen wir zusammen, eine neue Front, die unaufhaltsam marschiert, deren Ruf nur ein Wort ist: Deutschland!“

Der erste Bundespräsident Deutschlands, Theodor Heuss, verfasste einen (nicht veröffentlichten) Artikel für die Vossische Zeitung, in dem er die Bücherverbrennungen in der Tradition des Wartburgfestes sah und als „nicht zu tragisch“ apostrophierte, wohl auch weil er selbst davon betroffen war, da auch drei Werke von ihm indiziert und verbrannt wurden, darunter Hitlers Weg (1932). In einem Brief vom 7. Mai 1933 kommentierte dies Heuss: „Einige der Leute, die auf der Liste stehen, sind ja menschlich keine schlechte Nachbarschaft, aber daneben findet sich auch das entwurzelte jüdische Literatentum, gegen das ich durch all die Jahre gekämpft habe, und das ist weniger schön, mit diesen in die Geschichte einzugehen.“ Heuss stellte in seinem Artikel die Bücherverbrennung mit dem ‚Judenboykott’ des 1. April in Zusammenhang, sah das deutsche Volk sich sogar gegen die „Presse der Welt“ ‚wehren’: Berichte über „deutsche Greuel“ und „‚deutsche Progrome [sic] mit Massenopfern“ seien durch „ostjüdisch-kommunistische Zirkel von London und New York angezettelt“ worden.

## Protest und Erinnerung

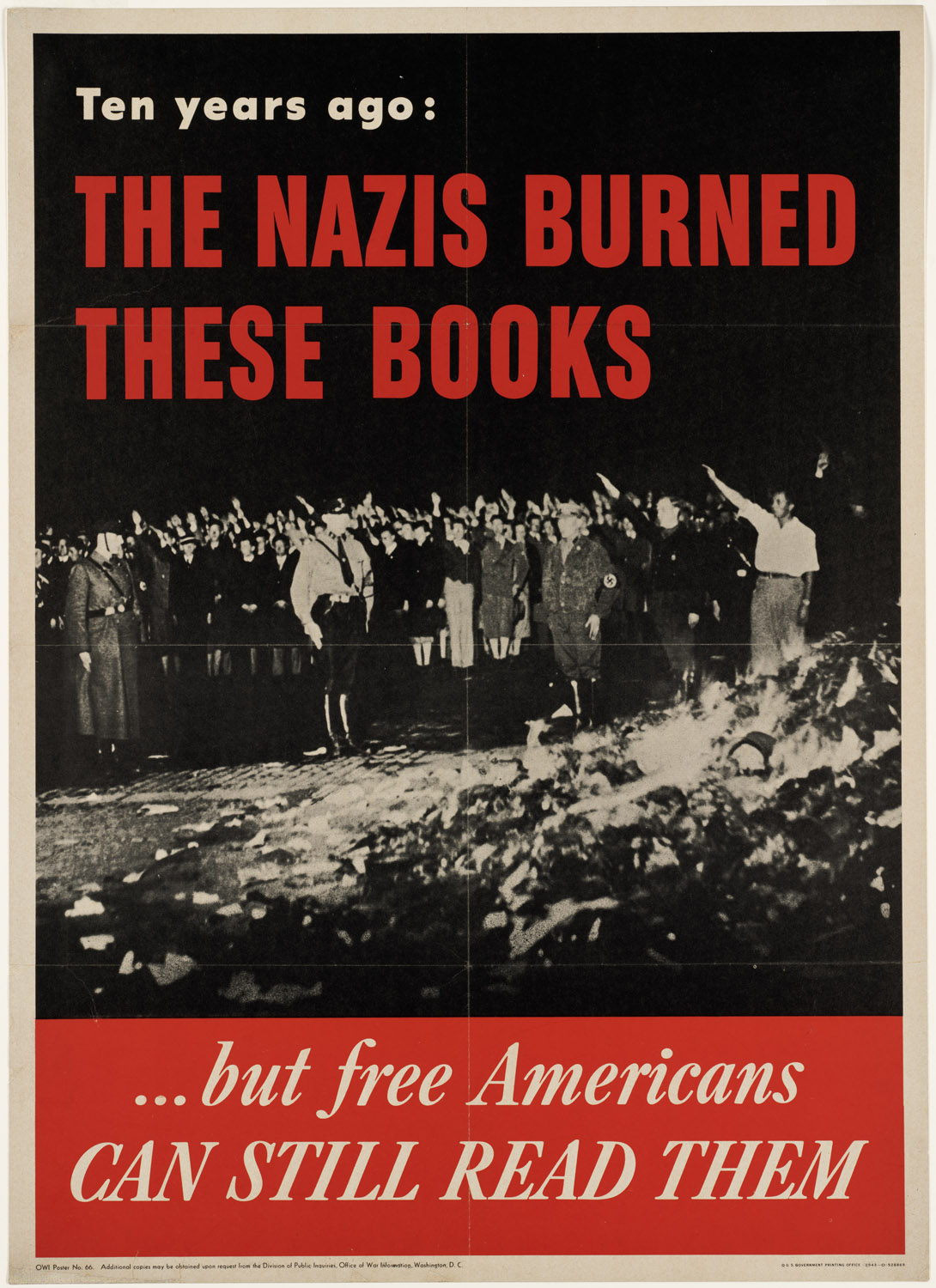
1943 im Auftrag des United States Office of War Information herausgegebenes Poster:

„Dies war ein Vorspiel nur, dort, wo man Bücher verbrennt, verbrennt man auch am Ende Menschen.“

Dieser prophetische Satz Heinrich Heines aus seiner Tragödie Almansor (1821) wurde nach 1933 in Deutschland Wirklichkeit. Das Zitat bezieht sich – entgegen einem weit verbreiteten Glauben – allerdings nicht auf die vier Jahre zuvor durchgeführte Bücherverbrennung beim Wartburgfest 1817, sondern auf eine Verbrennung des Koran nach der Eroberung des spanischen Granada durch christliche Ritter (Kontext und genauer Wortlaut siehe: Bücherverbrennung).
Die Bücherverbrennung fand im In- und Ausland ein breites Echo. In Deutschland zeigten sich die meisten Zeitungen begeistert. Es gab aber auch öffentlich geäußerte Kritik und vereinzelt Widerstand. Die aggressive Plakatierung der zwölf Thesen etwa führte in manchen Hochschulen zu vereinzeltem Protest. Der Rektor der Berliner Universität, Eduard Kohlrausch, kündigte seinen Rücktritt an, sollte das Plakat nicht aus dem Vestibül der Universität entfernt werden. Gerhard Schumann, der Württembergische Landesführer des NS-Studentenbundes, untersagte die Teilnahme an der „Aktion wider den undeutschen Geist“ und hielt trotz Protesten einzelner Studentenschaften aus Berlin an seinem Verbot fest und wurde vom Ministerpräsidenten und Kultusminister Mergenthaler unterstützt. Der Theologe Richard Rinke zeichnete einen Protestbrief mit vollem Namen, über sein weiteres Schicksal ist nichts bekannt. Insgesamt kam es aber kaum zu öffentlichen Protesten und aktivem Widerstand.
Am 10. Mai 1933 erschien als Titelblatt der Arbeiter-Illustrierte-Zeitung in Prag die berühmte Collage von John Heartfield, die Joseph Goebbels mit erhobenem Finger vor dem Reichstag in Flammen und davor die brennenden Bücher zeigt. Der Titel lautete: Durch Licht zur Nacht.
Emigrierte Schriftsteller und ihre Freunde haben sich im Ausland bereits 1933 gegen den „Stichtag der Barbarei“ (Alfred Kantorowicz) engagiert. Bereits am 27. April gab es in den USA Proteste gegen die geplanten Bücherverbrennungen, Helen Keller intervenierte zusammen mit namhaften Autoren wie Sherwood Anderson und Sinclair Lewis in einem Brief erfolglos an die deutschen Studenten. Am 10. Mai gab es einen Aufmarsch in New York, an dem sich hunderttausende Privatpersonen, Abgeordnete und andere Funktionäre aus Kirchen und Institutionen beteiligten und dessen Hauptansprache der Oberbürgermeister hielt. Aus den Niederlanden ist bekannt, dass am Tag der Bücherverbrennung Radio Hilversum Auszüge aus den verbotenen Büchern sendete.
Im Mai 1933 kritisierte der aus Deutschland emigrierte Ernst Toller auf dem XI. PEN-Klub-Kongress in Ragusa (Dubrovnik) die passive Haltung vieler Mitglieder gegen den Faschismus und Nationalsozialismus. „Millionen Menschen in Deutschland dürfen nicht frei reden und frei schreiben. Wenn ich hier spreche, spreche ich für diese Millionen, die heute keine Stimme haben.“ Der PEN-Klub weigerte sich jedoch, eine klare Haltung gegenüber den Bücherverbrennungen einzunehmen. Bald fanden sich die aus Deutschland geflohenen und verjagten Schriftsteller in einem neuen Zentrum zusammen: »Der deutsche P.E.N. im Exil«. Diese Gruppe, von Lion Feuchtwanger, Ernst Toller, Rudolf Olden und Max Herrmann-Neiße ins Leben gerufen, hatte ihren Sitz in London, erster Präsident war Heinrich Mann.
Österreichische Autoren und P.E.N.-Mitglieder protestierten gegen die Verfolgung ihrer deutschen Kollegen, darunter spätere Emigranten wie Raoul Auernheimer, Franz Theodor Csokor, Ernst Lothar und Friedrich Torberg. Csokor, wie viele seiner Kollegen vom reichsdeutschen Markt abhängig, schrieb am 19. Mai 1933: „Man muß sich eben entscheiden: Gutes Geschäft – oder gutes Gewissen? Ich bin für das zweite – auf jede Gefahr hin, selbst auf die einer Emigration, falls der braune Zauber auch bei uns einmal Fuß fassen sollte!“ „Deutschfreundliche“ und nazistische Wiener P.E.N.-Mitglieder traten jedoch aus dem Club aus, unter ihnen Max Mell, Richard Billinger, Bruno Brehm oder Josef Weinheber, und gründeten den Bund deutscher Schriftsteller Österreichs. Pointiert formulierte am 30. April 1933 die Wiener Arbeiter-Zeitung: „Das Dritte Reich braucht Lakaien […] Auf Leichenhügeln sollte ein Dichterfrühling grünen. […] Göbbels lud zum Tee – die Schriftsteller hatten zu wählen: Geist oder Macht, Charakter oder Konjunktur, tapfere Isolierung oder feige Gleichschaltung. Sie haben gewählt. Die Männer sind ins Exil, die Kreaturen zum Tee gegangen.“
In der Folge wurde der 10. Mai als „Tag des verbrannten Buches“ jährlich zu einem Treffpunkt vieler Autoren im Exil, vor allem in Paris, aber auch in London, Mexiko-Stadt, Moskau, New York und Prag. Der zehnte Jahrestag der Bücherverbrennung am 10. Mai 1943 fand besonders in den USA großes Echo. Eine Ausstellung verbotener und verbrannter Büchern wurde im Dezember 1942 in der New York Public Library eröffnet, zahlreiche weitere Veranstaltungen, Aufführungen, Vorträge und Lesungen verschafften der von den Nationalsozialisten verbotenen Literatur eine große Öffentlichkeit. Thomas Mann bemerkte in einer Rede über den Sender BBC, dass die zehnte Wiederkehr jenes 10. Mai zu „wahrhaft rührenden“ und die deutschen Flüchtlinge „tief beschämenden Kundgebungen geführt“ habe.
Peter Suhrkamp sprach 1947 auf dem Opernplatz in Berlin:

„Die Flammen, die zuerst über den Bücherhaufen prasselten, verschlangen später im Feuersturm unsere Städte, menschliche Behausungen, die Menschen selbst. Nicht der Tag der Bücherverbrennung allein muß im Gedächtnis behalten werden, sondern diese Kette: von dem Lustfeuer an diesem Platz über die Synagogenbrände zu den Feuern vom Himmel auf die Städte.“

In der DDR wurde der 10. Mai als Tag des freien Buches begangen.

### Gedenkstätten

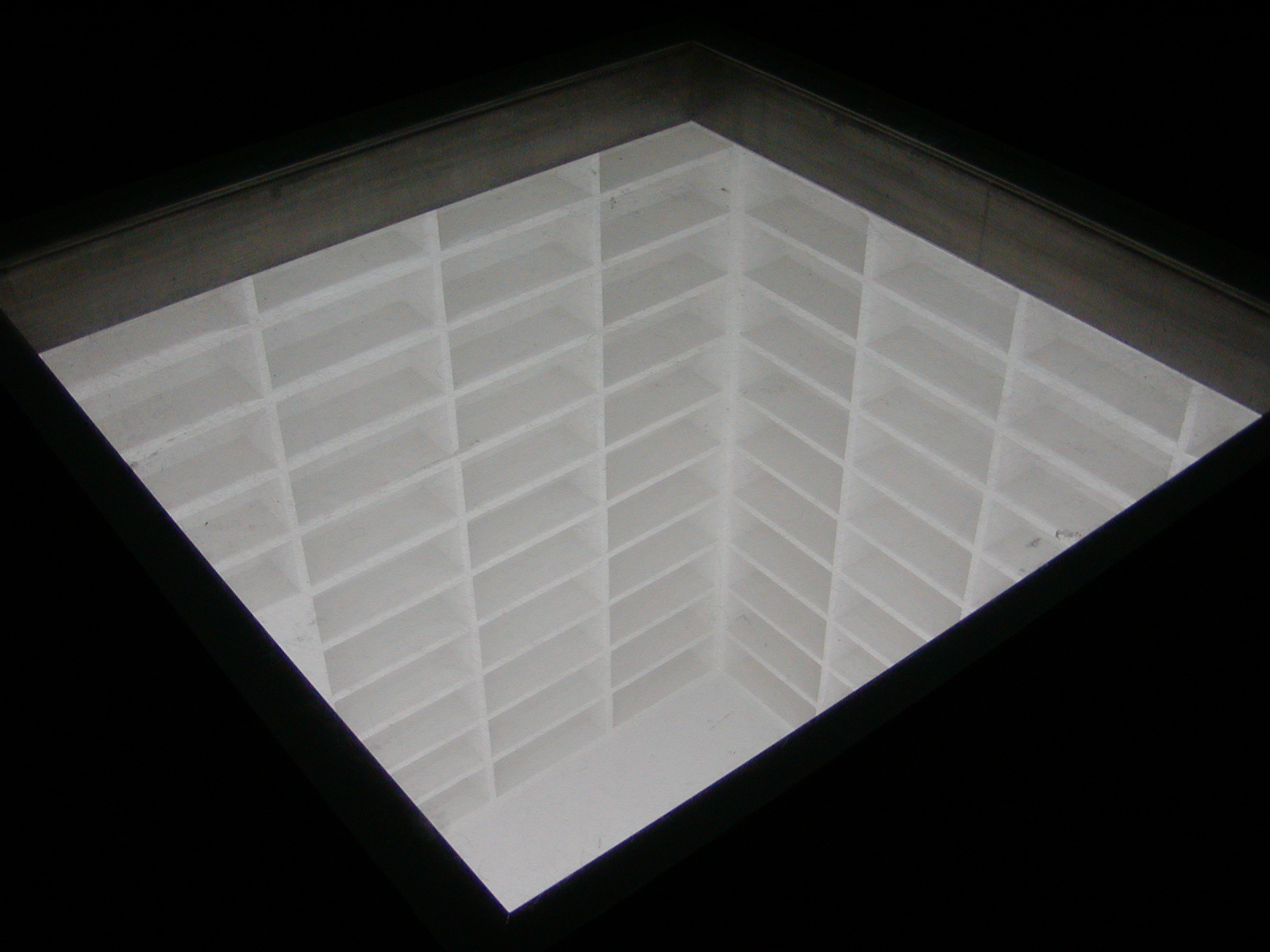
Das Mahnmal von Micha Ullman am Berliner Bebelplatz (Opernplatz), ein unterirdischer Raum mit leeren Bücherregalen

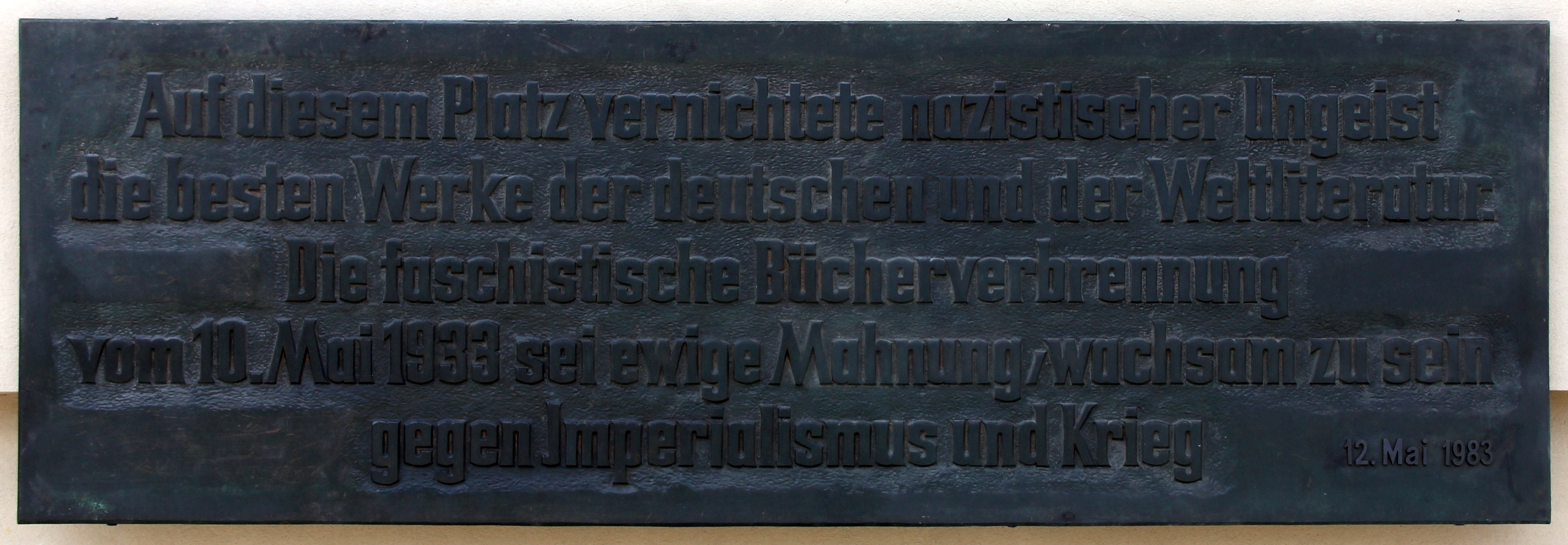
Gedenktafel am Bebelplatz in Berlin-Mitte: „Auf diesem Platz vernichtete nazistischer Ungeist die besten Werke der deutschen und Weltliteratur. Die faschistische Bücherverbrennung vom 10. Mai 1933 sei ewige Mahnung, wachsam zu sein gegen Imperialismus und Krieg (12. Mai 1983)“

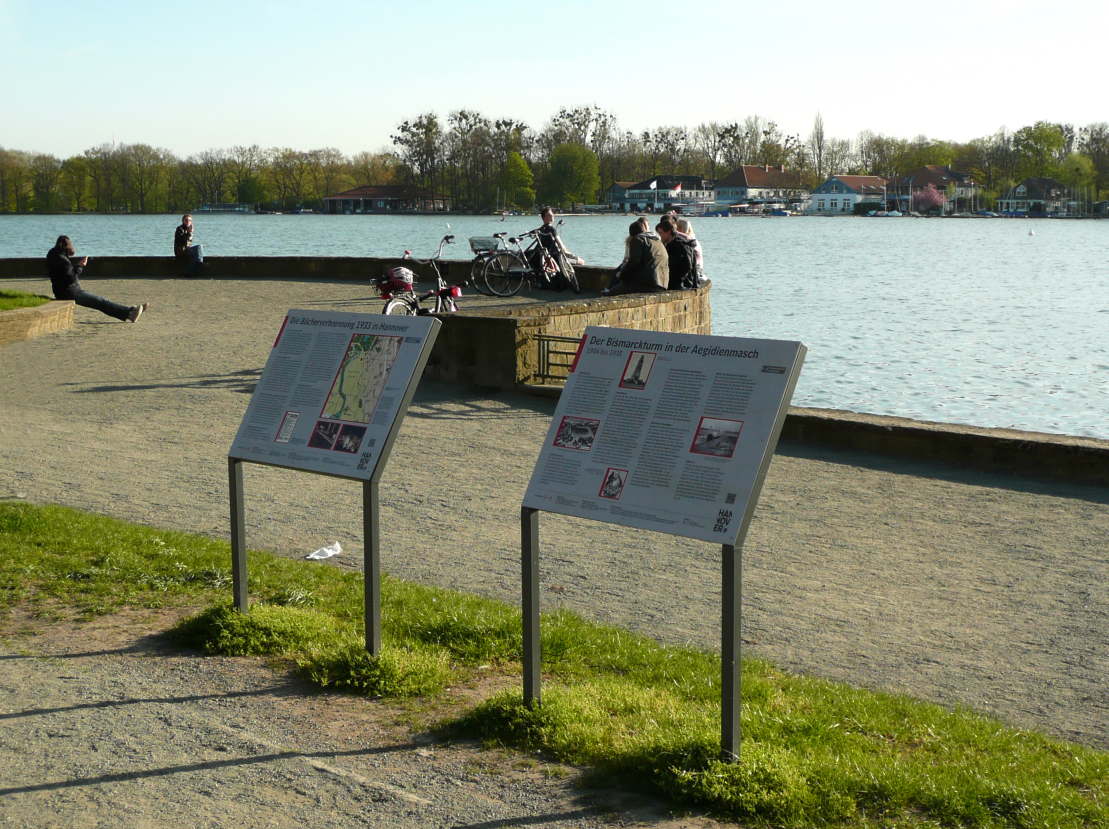
Infotafel in Hannover am Maschsee bei der Geibelbastion zur Bücherverbrennung

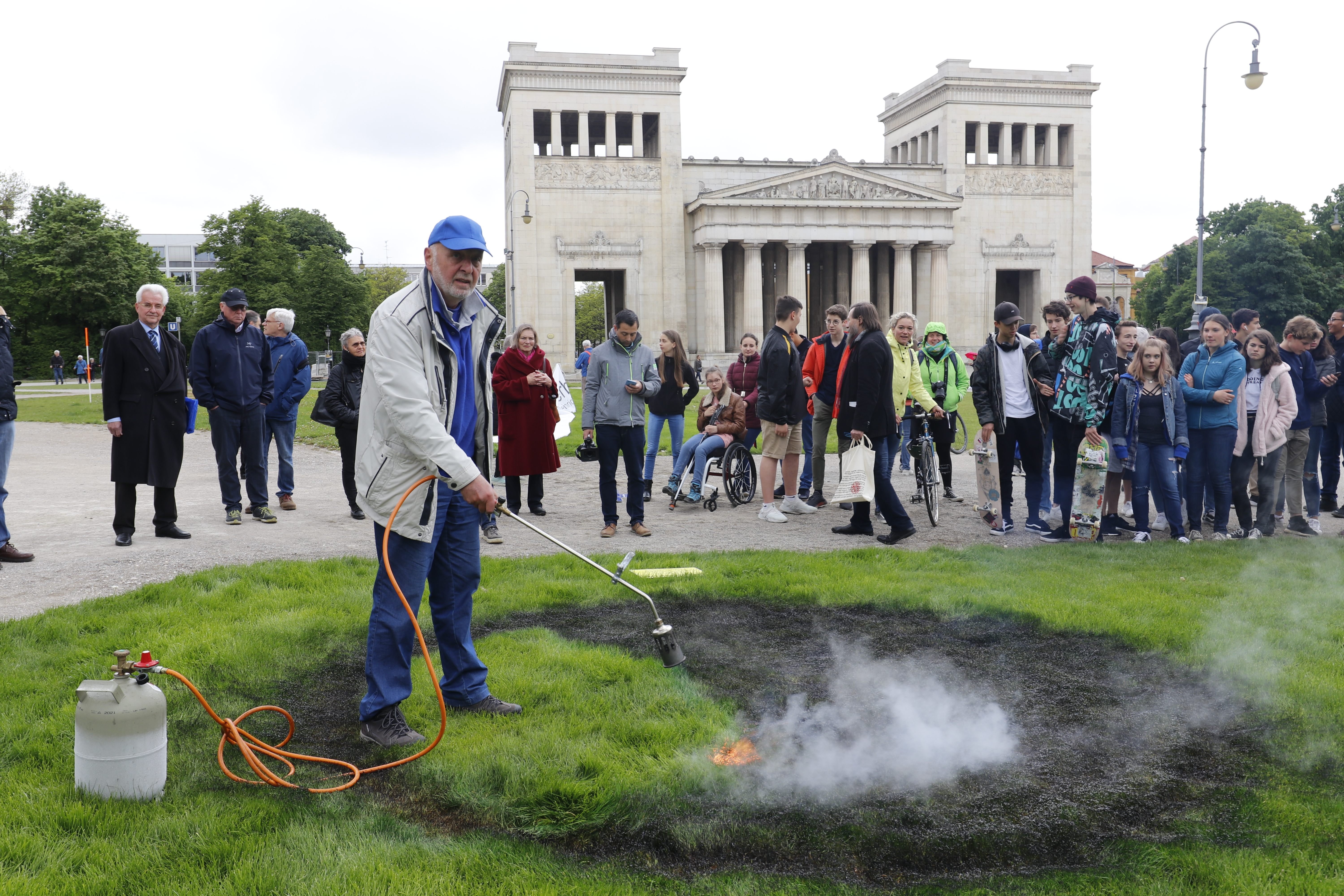
Erstmals 1995 und seit 2013 jährlich erzeugt Wolfram P. Kastner eine „Brandspur“ auf dem Münchner Königsplatz

Auf dem Berliner Bebelplatz neben der Staatsoper erinnert heute das Denkmal zur Erinnerung an die Bücherverbrennung mit einer ins Pflaster eingelassene Glasplatte an die Bücherverbrennung von 1933. Sie gibt den Blick auf das aus leeren Bücherregalen bestehende Mahnmal „Bibliothek“ des israelischen Künstlers Micha Ullman frei. An die Bücherverbrennung erinnern zwei in den Boden eingelassene Bronzetafeln, in die der allerdings nicht wörtlich zitierte Satz aus Heinrich Heines Almansor (s. o.) eingraviert ist.
In einigen deutschen Städten erinnern Texttafeln an die Bücherverbrennung: In Hannover erinnert eine Infotafel am Maschsee bei der Geibelbastion an die Bücherverbrennung. In Göttingen gibt es eine Gedenktafel am Albanikirchhof (seinerzeit Adolf-Hitler-Platz) mit dem Zitat Heines (siehe oben). Am Frankfurter Römerberg, zwischen Alter Nikolaikirche und Gerechtigkeitsbrunnen, erinnert eine Bronzetafel an die Bücherverbrennung. In Hamburg-Eimsbüttel gibt es ein Mahnmal zur Erinnerung an die Bücherverbrennung in Hoheluft am Isebekkanal, Kaiser-Friedrich-Ufer/Ecke Heymannstraße. In Landau gibt es eine Gedenktafel auf dem Rathausplatz. In Essen steht eine Gedenktafel auf dem Gerlingplatz. In Düsseldorf wurde eine Gedenktafel 1993 an der Tonhalle angebracht. Weitere Tafeln gibt es in Bremen, Erlangen, Halle (Saale) und Köln sowie in Regensburg.
In München gab es bis Mai 2021 kein Mahnmal zur Bücherverbrennung am Königsplatz. Der Künstler Wolfram Kastner brannte zum Gedenken wiederholt einen schwarzen Kreis in den Rasen des Königsplatzes, wo die Verbrennungen stattfanden. Er setzte sich auch dafür ein, Überreste verbrannter Werke im geplanten NS-Dokumentationszentrum am Königsplatz unterzubringen. Kastner führte auch in anderen Städten unter dem Titel „Die Spur der Bücher“ Aktionen zur Erinnerung an die Bücherverbrennungen durch, darunter Salzburg, Frankfurt, Kassel und Heidelberg. Am 6. Mai 2021, zum 88. Jahrestag der vor Ort erfolgten Aktion, wurde in einer wegen der COVID-19-Pandemie nicht öffentlich durchgeführten Zeremonie ein Mahnmal von Arnold Dreyblatt am Münchener Königsplatz eingeweiht. Das kreisrunde Kunstwerk The Blacklist / Die schwarze Liste zeigt in Spiralform, ohne Interpunktion, die Buchtitel von 310 Autoren, deren Werke Opfer der Bücherverbrennungen wurden.
In Salzburg stand für das späte Gedenken an die einzige Bücherverbrennung auf österreichischem Boden im Vorfeld der Neugestaltung des Residenzplatzes 2007 ein Mahnmal zur Diskussion. Bürgermeister Heinz Schaden (SPÖ) fand jedoch eine Gedenktafel für ausreichend. Man einigte sich auf ein Mahnmal, das als Kompromiss ein ebenes, in die Platten gesetztes Mahnmal „unter Beiziehung von Historikern“ sein und im Rahmen des bereits ausgeschriebenen Architektenwettbewerbs vergeben werden sollte. Das Siegerprojekt der Architekten Rieder und Knittel sah ein bewegliches Mahnmal zur Bücherverbrennung vor, das sich in der Nacht zu einer programmier- und bespielbaren Lichtskulptur verwandeln sollte. Das Projekt wurde nicht realisiert, das Mahnmal stand noch immer aus und wurde 2009 in einer Initiative der Bürgerliste eingefordert. Zum 75. Jahrestag organisierte 2013 die Initiative „Freies Wort“ ein umfangreiches Gedenkprogramm. Anfang 2016 wurde das Siegerprojekt für die Neugestaltung des Residenzplatzes präsentiert. Die Bauarbeiten sollen von März 2017 bis Juli 2018 durchgeführt werden, die Gesamtkosten sollen 4,9 Millionen Euro betragen. Am 30. April 2018, dem 80. Jahrestag der Bücherverbrennung am Salzburger Residenzplatz, wurde ein von Fatemeh Naderi und Florian Ziller gestaltetes Mahnmal enthüllt. Dieses misst 2,4 × 2,4 Meter und ragt etwa 45 Zentimeter aus dem Boden heraus. Durch eine Glasplatte ist das schwarze Skelett eines Buches sichtbar, eine Aufschrift lautet „30. April 1938 Bücherverbrennung Gegen das Vergessen“.
In Wien gestaltete die englische Künstlerin Rachel Whiteread im Jahre 2000 das Holocaust-Mahnmal auf dem Judenplatz. Es ist kein explizites Mahnmal für die Bücherverbrennung, stellt jedoch eine versteinerte Bibliothek dar, deren invertierte Bücher nach außen zeigen.
Im Internet gibt es seit 2014 den Online-Gedenkort des Projektes „Verbrannte Orte – Onlineatlas zu den NS Bücherverbrennungen von 1933“. Auf der Internetseite entsteht seitdem ein Atlas mit den Orten der Bücherverbrennungen. Interaktive Panoramen ermöglichen den Besuchern, sich den „Verbrannten Orten“ zu nähern, Fotografien rücken ausgewählte Perspektiven ins Blickfeld und Hintergrundtexte bieten eine inhaltliche Auseinandersetzung. Dort wo es vorhanden ist, macht zusätzliches historisches Material Geschichte erlebbar.

### Archive
In Prag wurde 1933 zu einer Sammlung der verbrannten Bücher für eine Ausstellung aufgerufen, die später zerstört wurde.

#### Deutsche Freiheitsbibliothek
Zum ersten Jahrestag der Bücherverbrennung gründete der Schriftsteller Alfred Kantorowicz mit seinen Freunden vom Schutzverband Deutscher Schriftsteller in Paris SDS am 10. Mai 1934 eine „Bibliothek der verbrannten Bücher“ (Deutsche Freiheitsbibliothek), die von Alfred Kerr und Egon Erwin Kisch eröffnet wurde. Was in Deutschland verboten und verbrannt war, wurde aus der ganzen Welt von Emigranten nach Paris zusammengetragen. Bereits am 10. Mai 1934 zählte die Freiheitsbibliothek über 11.000 Bände. Die Deutsche Freiheitsbibliothek wurde nach dem Einmarsch der deutschen Truppen in Paris zerstört, so dass es bis heute keine vollständige Bibliothek der verbrannten Bücher gibt.
Nach dem Krieg gaben Kantorowicz und Drews im Gedenken an diese Bibliothek die Anthologie Verboten und verbrannt heraus, bei der es im Vorwort hieß:

„Das war kein ‚spontaner Akt’ einer unvernünftigen Menge gewesen, sondern eine wohlüberlegte und sorgfältig organisierte Veranstaltung nationalsozialistischer Staatsraison. Wie die Reichstagsbrandstiftung am 28. Februar 1933 das Fanal des Terrors gegen alle Antifaschisten, der Judenboykott vom 1. April 1933 der Auftakt der Pogrome, die Auflösung und Ausraubung der Gewerkschaften am 2. Mai 1933 die Proklamierung der sozialen Unterdrückung gewesen waren, so waren die Autodafés vom 10. Mai der sichtbare Beginn der amtlich verfügten und mit terroristischen Mitteln durchgeführten Entgeistigung und Barbarisierung Deutschlands.“

#### Sammlung Georg P. Salzmann
Der Gräfelfinger Finanzkaufmann Georg P. Salzmann baute seit 1945, systematisch seit 1976, eine Privatbibliothek der 1933 durch die Bücherverbrennung vernichteten Titel auf. Der Sammler strebte an, die Bücher einem öffentlichen Träger zu übergeben, der sie als Präsenzbibliothek allgemein verfügbar machen könne. Langwierige Bemühungen verschiedener Städte scheiterten an der Finanzierung, bis schließlich im Jahre 2009 der Freistaat Bayern den gesamten Bestand für die Universitätsbibliothek Augsburg erwarb. Die Bücher wurden umfangreich erschlossen und frei zugänglich aufgestellt; zahlreiche Mehrfachexemplare können zudem ausgeliehen werden. Der Gesamtbestand wird auf 12.000 Bände von 120 verfolgten Autoren geschätzt, neben sehr vielen Erstdrucken überwiegend Neuauflagen, insgesamt etwa 8.000 verschiedene Ausgaben. Die Universitätsbibliothek Augsburg bemüht sich, Lücken zu schließen, um den Werkbestand der von Salzmann in größerem Umfang gesammelten Autoren zu komplettieren.

#### Verboten und verbrannt/Exil
Der S. Fischer Verlag gab in den 1980er Jahren eine Buchreihe Verboten und verbrannt / Exil (ausgehend von der 1981 begründeten „Bibliothek der verbrannten Bücher“ des KonkretLiteraturVerlags) heraus, in der er mindestens 25 Titel ungekürzt publizierte, die zwischen 1933 und 1945 außerhalb NS-Deutschlands gedruckt worden waren. 1993 stellte der Verlag die Reihe ein. Ausstellungen mit betroffenen Büchern verwendeten häufig den von Kantorowicz 1947 popularisierten Doppelbegriff „Verboten und verbrannt“ entweder als Titel, oder als Teil des Titels, beispielsweise in Heilbronn 1983.

#### Bibliothek Verbrannter Bücher
Bereits 2006 wurde anlässlich des 73. Jahrestags als Pilotprojekt das Werk von Hugo Preuß Staat, Recht und Freiheit neu aufgelegt. Der deutsch-jüdische Staatsrechtler Hugo Preuß (1860–1925) war einer der wichtigsten Vordenker der Weimarer Reichsverfassung von 1919. Sein Buch erschien 1926 posthum mit einem Vorwort des späteren Bundespräsidenten Theodor Heuss und wurde am 10. Mai 1933 öffentlich verbrannt.
Das Moses Mendelssohn Zentrum in Potsdam hat zusammen mit dem Georg Olms Verlag zum 75. Jahrestag der Bücherverbrennungen am 10. Mai 2008 die ersten 10 Bände einer „Bibliothek Verbrannter Bücher“ herausgebracht. In der Kassette sind Werke von Salomo Friedlaender, André Gide, Theodor Heuss, Franz Kafka, Erich Kästner, Gina Kaus, Jack London, Walther Rathenau, Anna Seghers und Kurt Tucholsky enthalten. In dieser Nachdruck-Edition mit Nachworten zur Neuauflage sollen bis zu 120 Bände vorgelegt werden. Die Kassette wird dank zahlreicher Förderer an bis zu 4000 zum Abitur führende Schulen verschenkt.

#### edition phoenix
In der edition phoenix veröffentlicht der Frankfurter Westhafen Verlag vergessene, aber auch heutzutage noch lesenswerte Bücher, die 1933 den Bücherverbrennungen der Nationalsozialisten zum Opfer gefallen sind und seither in Deutschland nicht wieder gedruckt wurden. Ein Teil des Verkaufserlöses kommt dem Deutschen Exilarchiv 1933–1945, einer Sondersammlung der Deutschen Nationalbibliothek in Frankfurt am Main, zugute. Bisher erschienen Werke von Michail Kusmin, Eva Leidmann, Leo Hirsch, Richard Hoffmann und Heinrich Kurtzig. Die Reihe wird fortgesetzt.

#### Israelische Nationalbibliothek
Zwei besonders nachdrückliche Relikte der Berliner Bücherverbrennung finden sich heute in Form von zwei halb verkohlten Blättern in der Israelischen Nationalbibliothek, die der Buchhändler und Verleger Rubin Mass am 10. Mai 1933 aus den erloschenen Flammen auf dem Berliner Opernplatz retten konnte. Die Blätter konnten erst 2024 Magnus Hirschfelds Geschlechtskunde (1926) zugeordnet werden.

## Film
- Der Tag, an dem die Bücher brannten. Dokumentation, Deutschland 2003, 45 Min., Buch: Henning Burk, Hess.Rundfunk/3sat
- Spur des Feuers. Dokumentation, Deutschland, 2008, 51 Min., Buch und Regie: Henry Köhler, Produktion: RossPointFilm, Pinguin Film, MDR, Erstausstrahlung: 29. Oktober 2008, YouTube

### Auflistung
- Verbannte Bücher. berlin.de – Liste der von den Nationalsozialisten verbotenen Schriften (auf Basis der „Liste des schädlichen und unerwünschten Schrifttums“, Stand 31. Dezember 1938. Leipzig 1938. Wissenschaftliche Redaktion Wolfgang Both, Berlin)
- 1933 Book Burnings. United States Holocaust Memorial Museum (3. Januar 2014)

### Berichte
- Rundfunkreportage über die Bücherverbrennung auf dem Berliner Opernplatz. Deutsches Historisches Museum
- Margrid Bircken, Helmut Peitsch (Hrsg.): Brennende Bücher. Erinnerungen an den 10. Mai 1933., 2003 (PDF; 459 kB) Brandenburgische Landeszentrale für politische Bildung (8. Februar 2016)
- Ein Abend im Mai – und wie es dazu kam. (PDF; 50 kB) media.ebook.de, Weidermann, 2008 (3. Januar 2014)
- Gode Japs: Verfeuert, verfemt, vergessen – Vor 75 Jahren: Die Bücherverbrennung an deutschen Universitäten. In: Deutschlandfunk. „Hintergrund“ vom 10. Mai 2008.

### Dokumentationen
- Zur Geschichte der Bücherverbrennung. Moses Mendelssohn Zentrum für europäisch-jüdische Studien
- Fotos. United States Holocaust Memorial Museum
- verbrannte-orte.de – Onlineatlas zu den Orten der nationalsozialistischen Bücherverbrennungen 1933
- euchzumtrotz.de: Und Euch zum Trotz. Ausstellung 2008, Göttingen

### Sonstige
- Die Bücherverbrennung 1933. Haus der Bayerischen Geschichte (3. Januar 2014)
- Linkliste Moses Mendelssohn Zentrum für europäisch-jüdische Studien:
- Birgit Ebbert: buecherverbrennung.de
- Jörg Hauptmann: slub-dresden.de: Bücherverbrennung in Dresden und ihre Rezeption nach 1945 (PDF; 2 MB)
- Bücherverbrennung – Exilliteratur. petra-oellinger.at, Petra Öllingers virtuelle Wohnung
- literaturblog-duftender-doppelpunkt.at Literaturquiz Januar bis Dezember 2013
- buecherlesung.de – Informationen über die Aktion „Bücher aus Feuer“ mit den Terminen der bundesweiten Lesungen aus damals verbrannten Büchern sowie Texte, eine Liste der gemeinfreien Autoren, Autorenaufstellung mit weiterführenden Links und viele weitere Informationen rund um die Bücherverbrennung von 1933.
- Bücherverbrennung Bonn Rosa Luxemburg 88. Jahrestag der Bücherverbrennung auf dem Bonner Marktplatz am 10. Mai 1933
- Publikationenserver der Georg-August-Universität Göttingen (pdf) Nele Grundmann: Die gegenwärtige Manifestation der Erinnerung an die Bücherverbrennung von 1933 in Universitätsstädten im sozialen, kollektiven, kommunikativen und kulturellen Gedächtnis. In: Deutsche Erinnerung – Nationalsozialismus. Klaas Kunst (Hrsg.), S. 115–128.